# Trondheim
Trondheim -  "trɔnhæjm" (?·pàg.) - històricament anomenada Kaupangen, Nidaros i Trondhjem, és una ciutat i municipi de Noruega, capital del comtat de Trøndelag. Té 198.219 habitants (2019), i és, per tant, la tercera ciutat més poblada de Noruega i la quarta àrea metropolitana més poblada d'aquest país. Amb una superfície de 342,27 km², concentra fins a 260.000 habitants i la densitat de població de la ciutat és de 570/km², una de les més elevades de Noruega.
Trondheim es troba a la riba sud del fiord de Trondheim, a la desembocadura del Nidelva. La ciutat acull institucions com la Universitat Noruega de Ciència i Tecnologia (NTNU) i la SINTEF, i destaca també l'Hospital Universitari de Sant Olaf i d'altres. Com a capital de comtat, la ciutat és la seu del Consell de Sør-Trøndelag. L'alcaldessa és Rita Ottervik.
Fou fundada a la darreria del segle x com a nucli comercial. Durant l'edat mitjana fou breument la capital de Noruega i la seu arquebisbal del país. El seu creixement posterior es recolzà bàsicament en el comerç, però la ciutat sofrí repetides crisis a causa d'incendis devastadors. Entre el seu patrimoni destaca la catedral de Nidaros, una obra mestra de l'arquitectura gòtica en els països nòrdics.

## Etimologia
El primer nom de la ciutat fou Nidaros (és a dir, «la boca del [riu] Nid») (Niðarós en nòrdic antic). Tanmateix, l'etimologia del riu Nid és discutida, i se suggereix que significa «el que corre cap avall»,«resplendent» o «estrepitós», entre altres hipòtesis. Nidaros fou el nom oficial fins al segle xvi, quan va desaparèixer l'arquebisbat. El nom caigué en desús des del segle xvi i les seves úniques referències van romandre a la catedral, coneguda com la catedral de Nidaros i en la diòcesi de l'Església de Noruega.
El nom de Trondheim (Þróndheimr en nòrdic antic) significa aproximadament «llar on s'hi creix sa» i per extensió «lloc pròsper». Originalment el nom designava tota la regió banyada pel fiord de Trondheim, és a dir, tot l'actual Trøndelag. A Roma la ciutat també arribà a ser coneguda com a Trundum durant un breu període al segle xii. A l'edat mitjana tardana es van començar a emprar, juntament amb Nidaros, els noms de Kaupangen i Trondheimen ("lloc comercial al Trondheim [Trøndelag]"), i simplement Trondheim com a forma curta. Durant la unió amb Dinamarca, l'únic nom de la ciutat fou la forma danesa Trondhjem.
Seguint un corrent nacionalista, el 1930 el govern de Noruega recuperà el nom medieval de Nidaros com a topònim oficial, però contràriament al que transcorregué a Oslo (nom que substituí el de Cristiania), la població i el govern de la ciutat s'inclinaren, en un plebiscit el 1928, per mantenir el nom de Trondhjem, i després de protestes populars l'Storting (parlament noruec) decretà una llei posada en marxa el 6 de març de 1931 que reconeixia com a oficial el nom de Trondheim, una forma considerada més noruega que Trondhjem. Malgrat tot, l'última forma és encara usada en els noms d'algunes empreses i institucions.
En sami meridional la ciutat és coneguda com a Tråante.

## Història

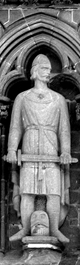
El fundador de Nidaros, Olaf Tryggvason.

### Orígens

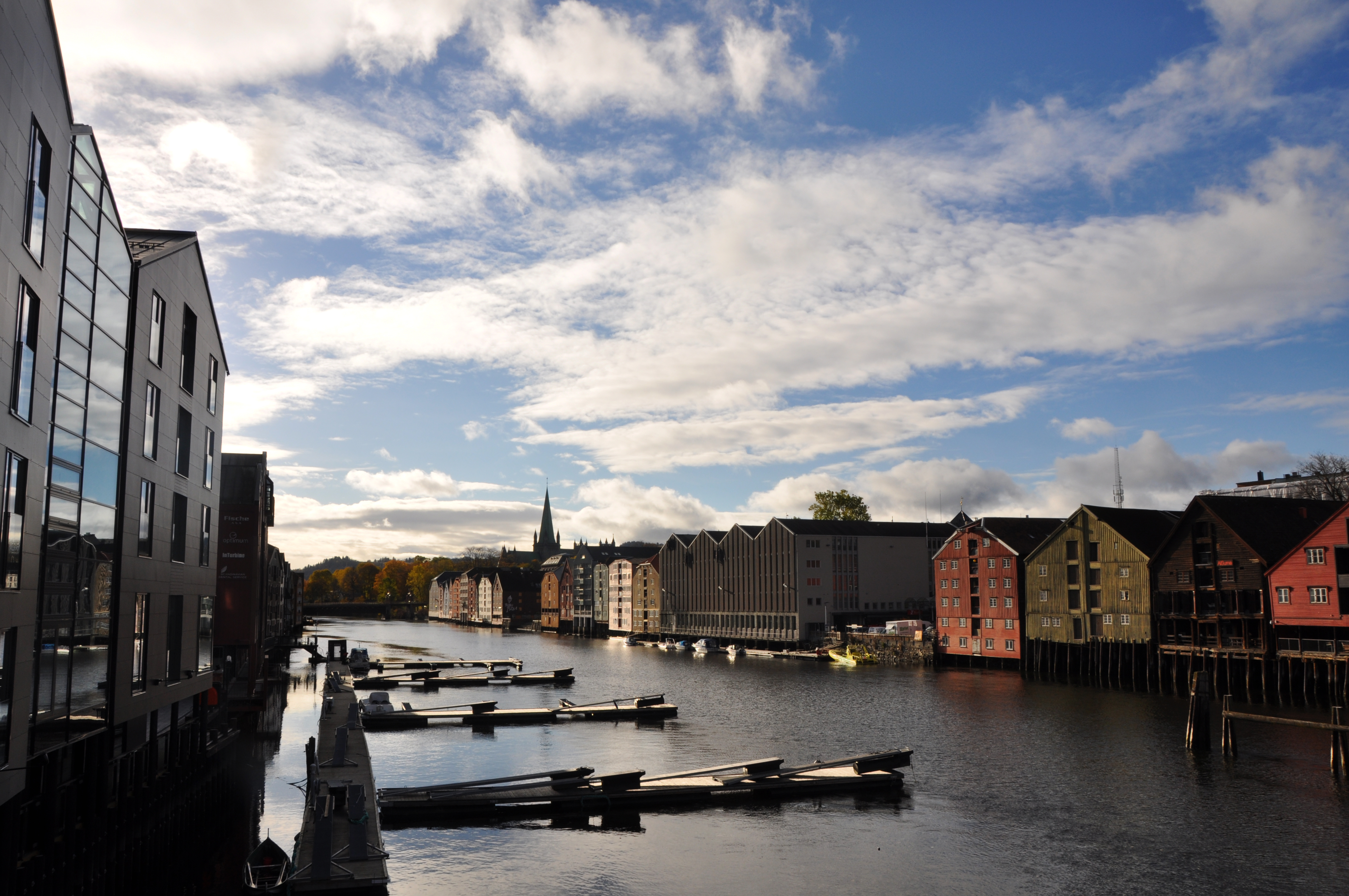
El primer nom de la ciutat, Nidaros, prové del riu Nidelva.

Originalment el territori s'anomenava Þróndheimr (nòrdic antic) i formava part del regne de Trøndelag, encara que durant l'Era Vikinga mai tingueren reis: els governaren els poderosos jarls de Lade. Trondheim com a ciutat fou fundada pel rei viking Olaf Tryggvason amb el nom de Nidaros l'any 997. No obstant això, hi ha investigacions arqueològiques que demostren que a la costa, a la desembocadura del riu, hi hagué un nucli de població anterior, possiblement amb fins comercials. Segons la tradició, Olaf Tryggvason establí la seva residència a la rodalia de la desembocadura del riu, i als mateixos terrenys reials, el rei Olaf el Sant hi aixecà una església dedicada a Sant Climent de Trondheim, patró dels mariners. En principi Nidaros fou la residència del rei i per això, durant un temps, fou la capital de Noruega.

### Edat mitjana
A la primera meitat del segle xi la ciutat cresqué i ocupà la península que es forma entre la costa i el riu. El carrer principal transcorria de nord a sud, i en aquella època es construí el pont d'Elgeseter, que connecta la península amb terra ferma pel sud. El rei Olaf el Sant fou sepultat a Nidaros, i al lloc de la seva tomba s'hi aixecà cap al 1070 una petita església de pedra que amb el temps es convertiria en la catedral. A l'edat mitjana, Trondheim fou escenari de diverses batalles, i la més destacada fou la batalla de Kalvskinnet entre el rei Sverre i Erling Skakke el 1179.

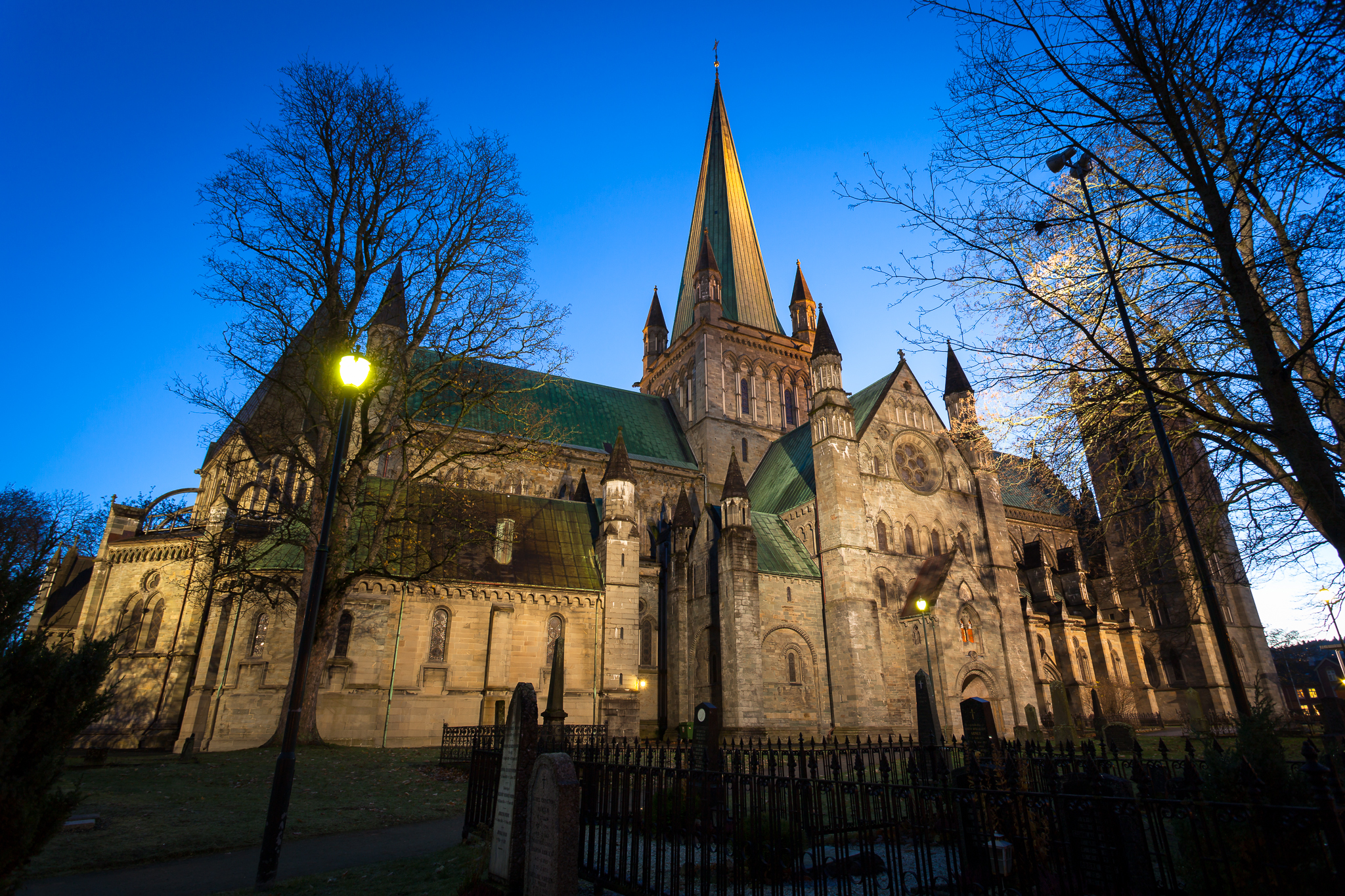
La catedral de Nidaros fou el santuari de Sant Olaf i l'única seu arquebisbal de Noruega. La seva importància convertí Trondheim en la capital religiosa de Noruega durant l'edat mitjana.

El primer incendi es registrà el 1219, i el 1295 la major part de la ciutat quedà reduïda a cendres. L'alta edat mitjana fou una època de creixement, especialment després que la ciutat fos designada seu arquebisbal el 1152. A la fi del {{segle{XIII}} hi havia una vinten d'esglésies i a la perifèria s'hi havien aixecat els monestirs d'Elgeseter, Bakke i Munkholmen.

### Edat Moderna
A la fi de l'edat mitjana hi hagué un estancament en el creixement de la població i els incendis de 1481 i especialment el de 1531 marcaren l'inici d'una fase de decadència. L'últim arquebisbe de Noruega, Olaf Engelbrektsson, intentà aturar la influència danesa al país. Com a resposta, diverses tropes daneses incendiaren el 1531 el palau arquebisbal, la catedral i bona part de la ciutat. Amb la reforma protestant de 1537, Nidaros perdé el seu estatus com a centre eclesiàstic de Noruega.
L'augment del comerç al segle xvii beneficià Trondheim, i el primer suburbi fora dels seus límits històrics fou Bakklandet, a la riba oriental del Nidelva. La ciutat tingué una marcada influència de famílies de comerciants estrangers, especialment els arribats de Flensburg, aleshores una ciutat danesa. El 1658 la ciutat fou assetjada per tropes sueques, moment en què se signà el Tractat de Roskilde, que feu que Trondheim i tot Trøndelag pertanyessin a Suècia entre el 1658 i el 1660.
La ciutat sobrevisqué als incendis del 1599 i el 1651, després dels quals es traçaren els carrers amb més amplada, però això no evità que fos devastada novament pel gran incendi del 1681, que arrasà Trondheim gairebé del tot. El rei Cristià V ordenà el disseny d'un nou pla urbà, del qual s'encarregaria el luxemburguès Johan Caspar von Cicignon.

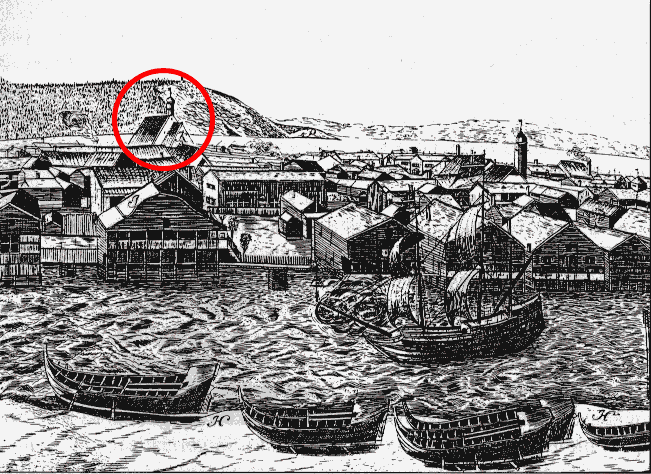
Panoràmica de Trondheim des de Bakklandet, la imatge més antiga de la ciutat. Gravat de Jacob Maschius prop del 1600. En primer pla, els magatzems comercials del riu, i en el cercle vermell, l'església de la Mare de Déu.

El pla de Cicignon consistia en una xarxa viària ortogonal amb cinc amples carrers de nord a sud i altres cinc d'est a oest, sense tenir en compte els drets sobre la propietat a fi de prevenir incendis posteriors. Aquest nou pla donà a la petita i tranquil·la ciutat uns aires més «atractius» per a futurs immigrants. Durant aquesta època, Trondheim tenia uns 8.000 habitants.
A l'orient de la ciutat s'hi establiren dos nous carrers principals, el Kjøpmannsgata («carrer del comerciant»), a la riba occidental del Nidelva, i el Munkegata («carrer del monjo»), que avançava de la catedral en direcció a l'illot de Munkholmen. Al mig del Munkegata s'hi dissenyà la plaça principal. Cicignon volgué reformar principalment tenint en compte la protecció contra incendis i la defensa militar, i mirà d'acabar amb els carrerons medievals (coneguts a Trondheim com a Veits), però diversos d'aquests encara perviuen en l'actualitat. S'establiren fortificacions al nord, al sud i a l'oest. D'aquesta època daten la fortalesa de Kristiansten i el Pont Vell.

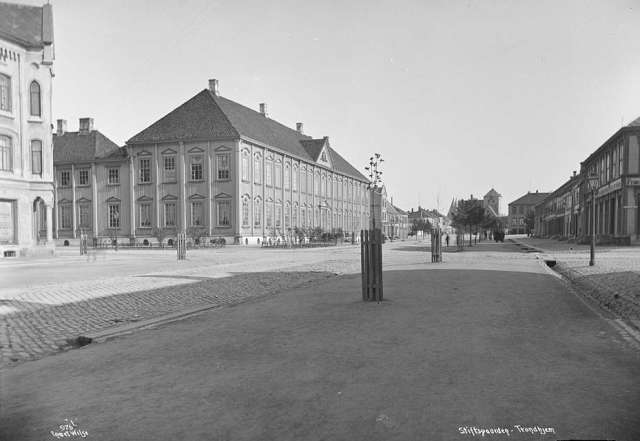
El Munkegata, un dels amplis carrers sorgits amb el pla urbà de Johan Caspar von Cicignon al, que cercava minimitzar la propagació d'incendis. A l'esquerra, el Stiftsgården, i al fons, la catedral.

### Edat Contemporània
Al segle xviii es fundà a l'oest de la ciutat el segon suburbi de Trondheim, anomenat Ila. A principi de segle hi hagué un nou incendi que destruí els edificis entre el Munkegata i el Kjøpmannsgata, però aquest últim carrer serví de barrera perquè el foc no arribés als magatzems de la riba del riu, la qual cosa representà un alleujament per als comerciants. Entre el 1760 i el 1810 hi hagué una intensa activitat constructora a la zona central, i la majoria dels palaus de fusta de la ciutat daten d'aquest període.

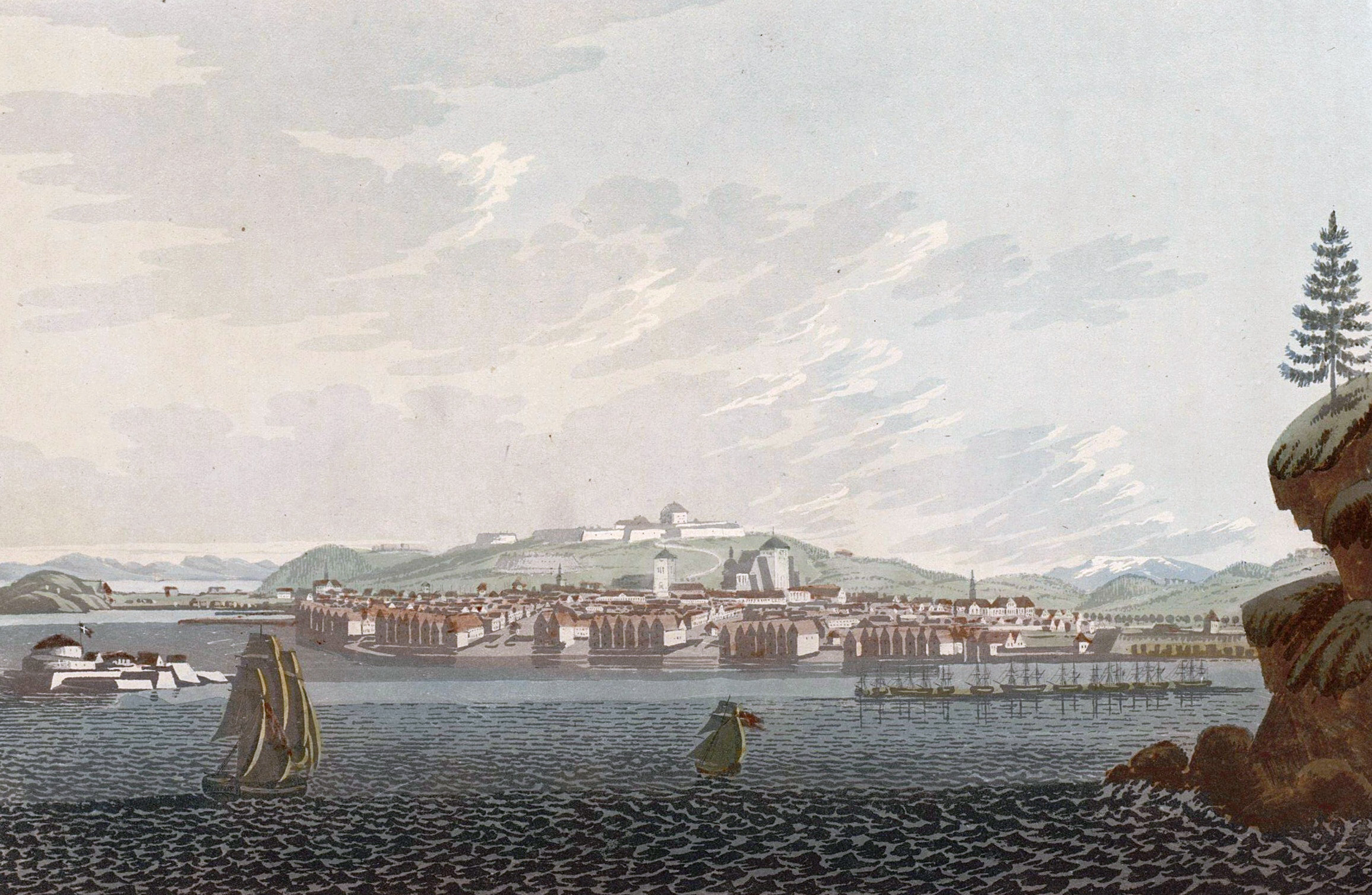
Trondheim el 1800.

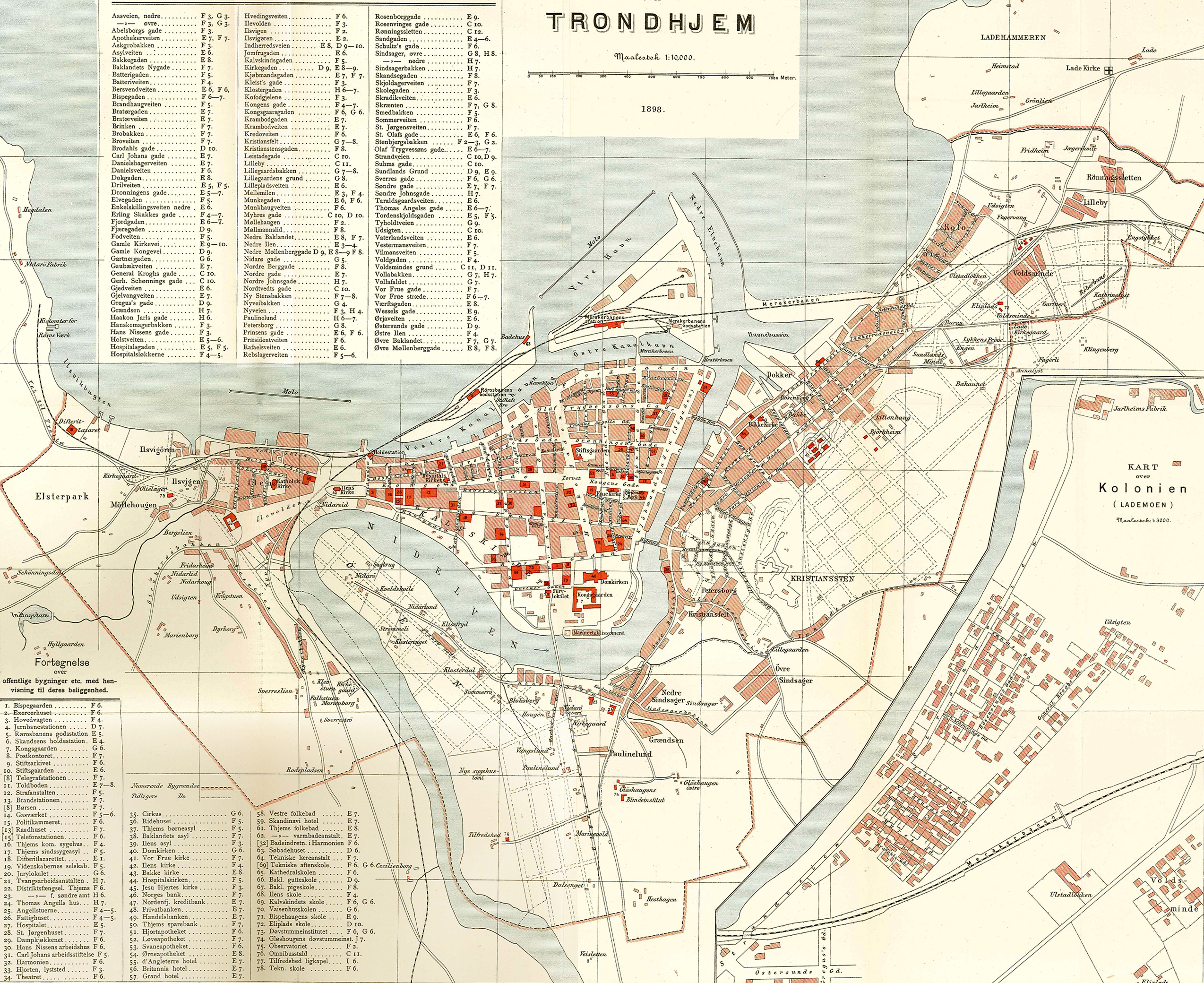
Mapa de Trondheim realitzat el 1989.

Hi hagué tres incendis més durant la dècada del 1840: dos de grans dimensions els anys 1841 i 1842 i un de menor el 1844. Després dels sinistres, les autoritats prengueren algunes iniciatives per als edificis de fusta: les cases havien de ser de dos pisos, amb sostre pla i sense àtic o altres construccions al sostre. La planta baixa s'habilitava per a comerços, mentre la segona planta servia d'habitatge. La majoria de les cases de fusta que han sobreviscut en l'època actual al centre de Trondheim daten de principis d'aquesta dècada. No obstant això, el 1845 es dictà una nova llei que feu obligatòria la construcció en maçoneria.
Administrativament, fins aleshores, Trondheim només consistia en la península on s'assenta el centre. El 1847, els suburbis de Bakklandet i Ila (fins aleshores pertanyent a la centena de Strinda) foren inclosos a Trondheim, i el 1864,també s'inclogueren al municipi Elgeseter, Øya i Rosenborg. En la dècada del 1860, l'enginyer Carl Adolf Dahl construí les primeres xarxes d'aigua potable i de clavegueram. El 1864 la ciutat fou connectada per ferrocarril amb Støren (municipi de Midtre Gauldal), el 1877 amb Cristiania i el 1882 amb Storlien (Suècia). Les noves instal·lacions portuàries del 1882 contribuïren a una millora notable de les comunicacions de la ciutat amb l'exterior.

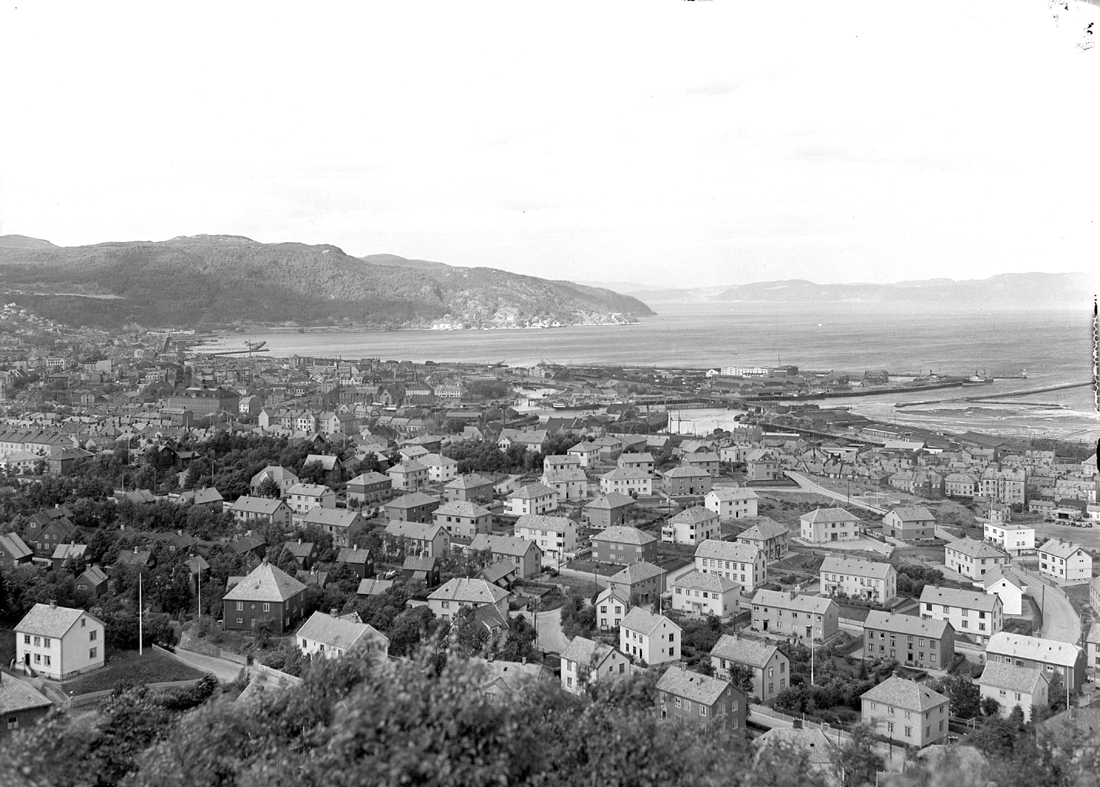
Trondheim el 1939.

El 1880 començaren a establir-se els primers jueus a Trondheim, i en nombre més elevat després del canvi de la Constitució de Noruega el 1851, que permetia als jueus establir-se al país. La primera sinagoga de Trondheim es fundà el 1899, i una de més recent entrà en ús el 1925.
El 1893 s'hi incorporaren com a barris les localitats de Singsaker, Øvre Rosenborg, Lademoen i una part de Byåsen. La llei de construcció contra incendis que no permetia construir amb fusta, només vigent al centre de la ciutat, s'estengué a tot el municipi després d'un incendi a Rosenborg el 1899, però anys després es tornà a permetre la construcció amb aquesta matèria en alguns indrets del municipi.

#### Segle XX
El gran creixement de l'inici del segle xx feu necessària la regulació urbana de tot el municipi, i per això es creà un nou pla urbà el 1913, que regionalitzava el territori d'acord amb l'ús del sòl. La població jueva també augmentà en aquest segle, passant de 119 jueus el 1900 a 260 el 1940. 

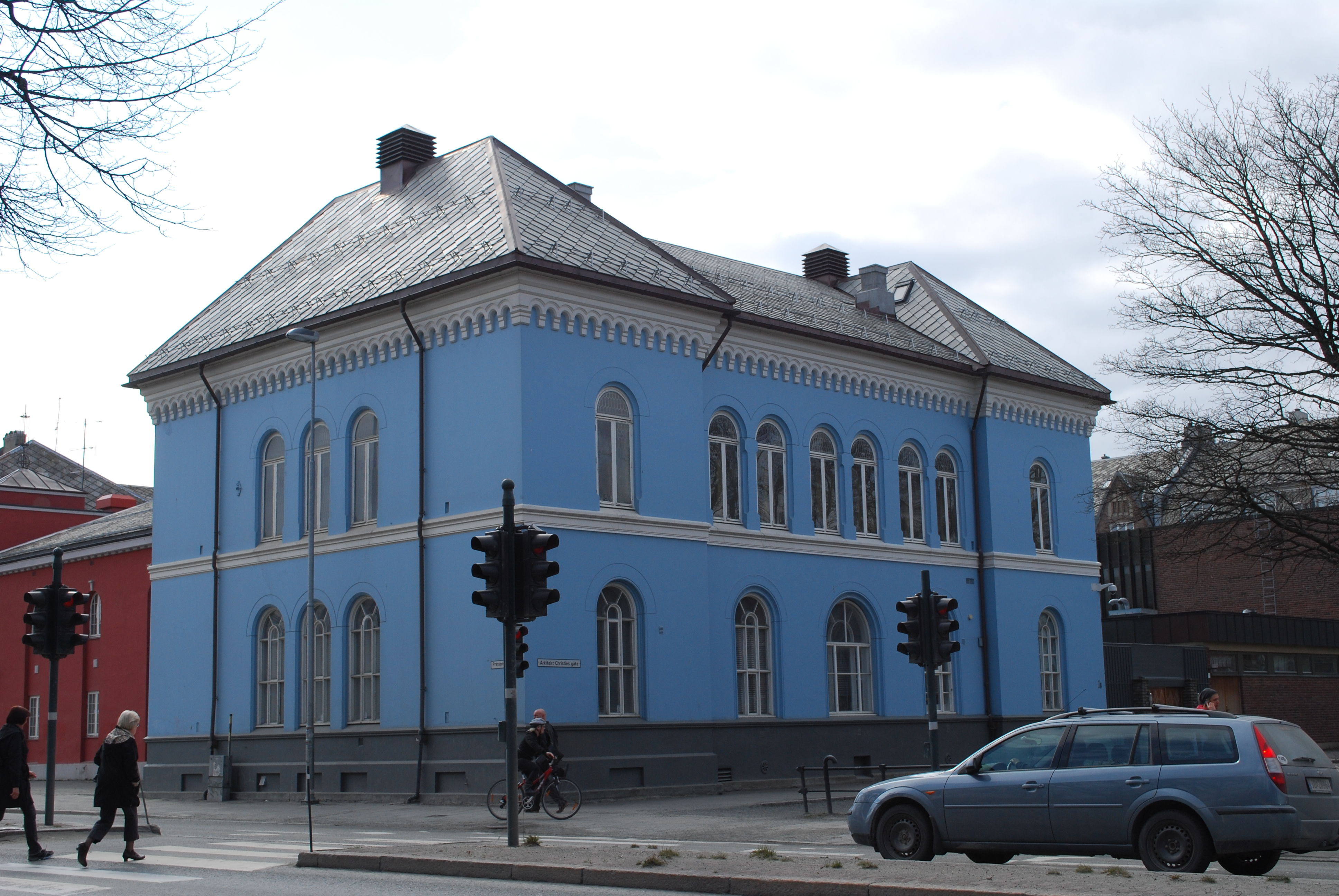
La sinagoga de Trondheim.

Durant la Segona Guerra Mundial, Trondheim fou ocupada per l'Alemanya Nazi del 9 d'abril de 1940, el primer dia de la invasió del país, fins al final de la guerra a Europa, el 8 de maig de 1945. El cap més important d'entre els agents noruecs de la Gestapo, Henry Rinnan, es trobava a Trondheim. Els ciutadans de la ciutat foren objecte de maltractaments per les forces d'ocupació, inclosa la imposició de la llei marcial l'octubre del 1942. Quant als jueus residents a la ciutat, la persecució començà el 1941: se'ls confiscà la sinagoga per a usos militars. Més endavant, el gener del 1942, els jueus s'havien d'identificar amb la lletra "J", amb confiscacions cada cop més comunes fins que, davant l'amenaça que els suposava viure a la ciutat, la majoria emigrà a Suècia. La resta foren enviats a Auschwitz l'octubre del 1942. El 1945, després del final de la guerra, al voltant de 80 jueus tornaren a la ciutat. Dels 135 jueus enviats a Auschwitz, tan sols en retornaren cinc. La sinagoga fou reparada el 1947. En aquesta ciutat se signà la capitulació de les forces armades noruegues.
El 1952 Byåsen i la península de Lade s'incorporaren a Trondheim. El creixement de la ciutat continuà en els anys següents i l'1 de gener de 1964 Trondheim, Strinda, Tiller, Leinstrand i Byneset es fusionaren formant un nou gran municipi, que forma els límits actuals de Trondheim. En les últimes dècades, el creixement urbà s'ha estès a diverses de les altres àrees rurals, on s'han construït àrees residencials davant la manca d'habitatge al centre històric.

### Símbols
Un dels símbols del municipi de Trondheim són l'escut d'armes amb un bisbe i un rei, acabat amb una corona mural. És un disseny del 1897 basat en un segell medieval de la ciutat, del temps de l'arquebisbat catòlic.
Trondheim és un dels pocs municipis noruecs amb una bandera pròpia que no té res a veure amb el seu escut. La seva ensenya és una bandera vermella amb una rosa silvestre groga al centre (els colors de l'escut nacional noruec), en un disseny conegut com la «rosa de Trondheim» o la «rosa de Sant Olaf», per la identificació del símbol amb el sant patró de la ciutat.

## Geografia
Trondheim està situada al punt on el riu Nidelva desemboca al fiord de Trondheim, amb un excel·lent port. El punt més alt del municipi és el turó de Storheia, de 565 msnm. Durant el solstici d'estiu el sol surt a les tres del matí i es pon a les 23.40 hores, però com que es manté just per sobre de l'horitzó no hi ha foscor del 20 de maig al 20 de juliol. Durant el solstici d'hivern el sol surt a les deu, es manté una mica per sobre l'horitzó, i es pon a dos quarts de tres de la tarda.
El municipi limita al nord i a l'oest amb el fiord de Trondheim, a l'est amb Malvik i al sud amb Klæbu i Melhus.
| Fiord de Trondheim | Fiord de Trondheim | Malvik |
| Fiord de Trondheim | Rosa dels vents    | Malvik |
| Fiord de Trondheim | Melhus             | Klæbu  |

### Clima

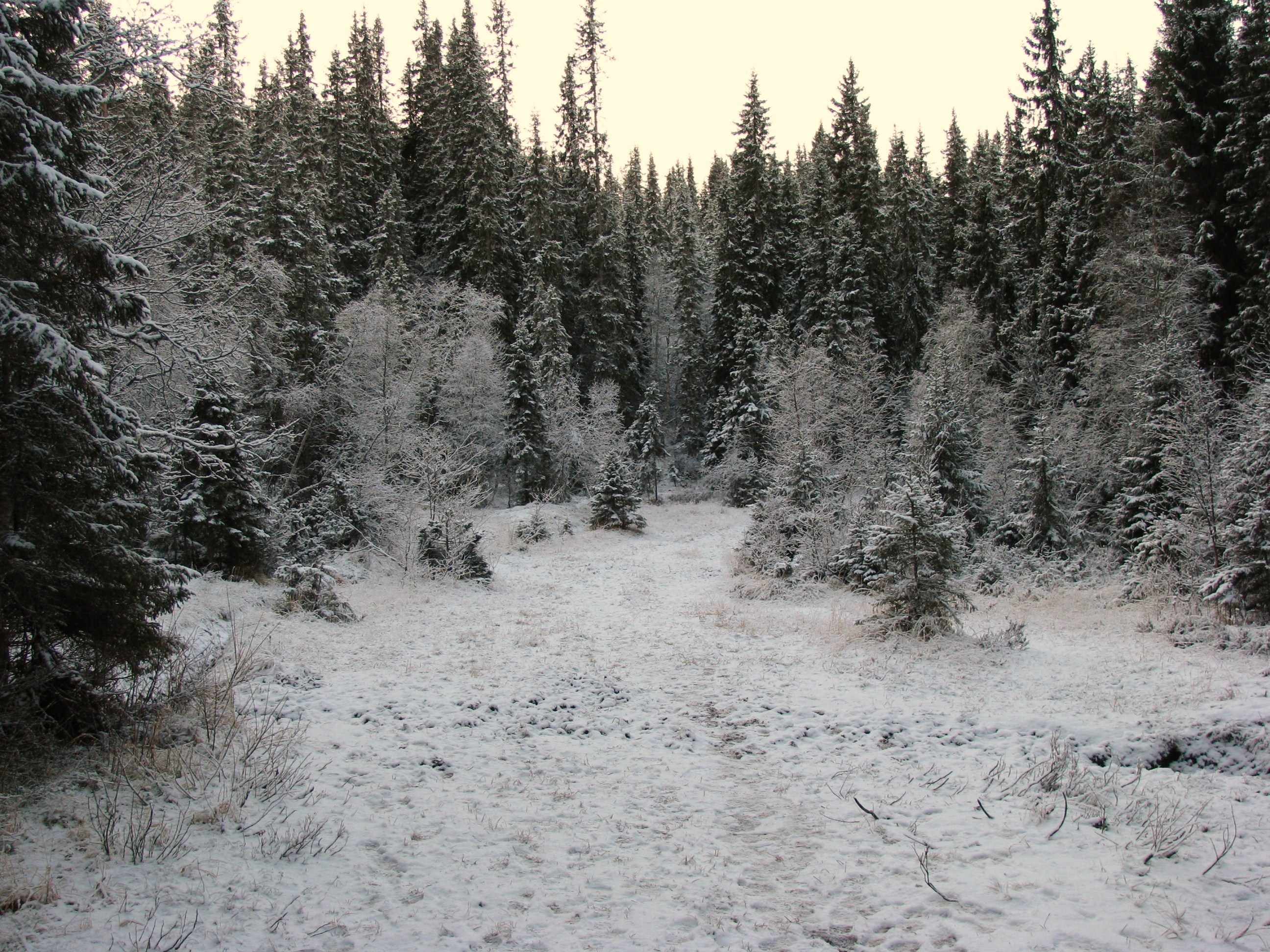
Principis d'hivern d'hora en els pujols propers a la ciutat. El municipi de Trondheim cobreix grans àrees fora de la ciutat.

La ciutat de Trondheim té un clima oceànic predominantment hemiboreal (Köppen: cfb), amb certa tendència a subàrtic. La part del municipi més allunyada del fiord té hiverns més freds (la mitjana al gener del barri de Klett és de -5,5 °C). En canvi, la part més propera al fiord, com ara el centre de la ciutat, té hiverns més suaus (el centre de la ciutat de Trondheim, a 58 msnm, té una temperatura mitjana al gener de -2,5 °C). Trondheim està parcialment protegida dels forts vents del sud i de l'oest. Les temperatures absolutes mai registrades oscil·len entre els 32.5 °C registrats el juliol del 1901 i els -26,1 °C registrats el febrer del 1899.
Trondheim experimenta nevades moderades de novembre a març: a l'aeroport de la ciutat hi ha cada hivern unes dues setmanes amb nevades que acumulen almenys 25 cm de neu a terra. Durant 22 dies la temperatura mínima diària baixa dels -10 °C. Sovint hi ha més neu i triga més a fondre's en les zones suburbanes de cota una mica superior, com a Byåsen i a Heimdal, amb bones condicions per a l'esquí. A la primavera sovint es veu el sol, però les nits continuen sent fredes. La temperatura màxima diària pot arribar als 20 °C des de final d'abril fins a final de setembre, però no de manera regular.
L'estació meteorològica de Voll (127 msnm), a Trondheim, va començar a operar el 1923, però es va suspendre el 1967 i no es va tornar a posar en marxa fins al 1997. El gradient vertical és aproximadament de 0,6 °C per cada 100 m, de manera que al centre de la ciutat la temperatura serà 0,6 °C més càlida que a Voll, i en conseqüència fa més fred en aquest indret.
| Dades climàtiques a Trondheim         | Dades climàtiques a Trondheim | Dades climàtiques a Trondheim | Dades climàtiques a Trondheim | Dades climàtiques a Trondheim | Dades climàtiques a Trondheim | Dades climàtiques a Trondheim | Dades climàtiques a Trondheim | Dades climàtiques a Trondheim | Dades climàtiques a Trondheim | Dades climàtiques a Trondheim | Dades climàtiques a Trondheim | Dades climàtiques a Trondheim | Dades climàtiques a Trondheim |
| Mes                                   | gen                           | febr                          | març                          | abr                           | maig                          | juny                          | jul                           | ag                            | set                           | oct                           | nov                           | des                           | anual                         |
| ------------------------------------- | ----------------------------- | ----------------------------- | ----------------------------- | ----------------------------- | ----------------------------- | ----------------------------- | ----------------------------- | ----------------------------- | ----------------------------- | ----------------------------- | ----------------------------- | ----------------------------- | ----------------------------- |
| Màxima rècord °C (°F)                 | 12.0 (53.6)                   | 15.0 (59)                     | 16.0 (60.8)                   | 21.4 (70.5)                   | 28.0 (82.4)                   | 31.2 (88.2)                   | 32.5 (90.5)                   | 31.3 (88.3)                   | 26.0 (78.8)                   | 21.0 (69.8)                   | 16.1 (61)                     | 13.1 (55.6)                   | 32.5 (90.5)                   |
| Màxima mitjana °C (°F)                | 1.2 (34.2)                    | 1.5 (34.7)                    | 4.3 (39.7)                    | 8.6 (47.5)                    | 13.5 (56.3)                   | 16.4 (61.5)                   | 19.0 (66.2)                   | 18.2 (64.8)                   | 14.3 (57.7)                   | 9.2 (48.6)                    | 4.2 (39.6)                    | 1.6 (34.9)                    | 9.3 (48.7)                    |
| Mitjana diària °C (°F)                | −2.0 (28.4)                   | −1.6 (29.1)                   | 0.6 (33.1)                    | 4.4 (39.9)                    | 9.1 (48.4)                    | 12.2 (54)                     | 14.7 (58.5)                   | 14.0 (57.2)                   | 10.4 (50.7)                   | 5.8 (42.4)                    | 1.2 (34.2)                    | −1.4 (29.5)                   | 5.6 (42.1)                    |
| Mínima mitjana °C (°F)                | −5.0 (23)                     | −4.8 (23.4)                   | −2.5 (27.5)                   | 1.1 (34)                      | 5.1 (41.2)                    | 8.5 (47.3)                    | 11.1 (52)                     | 10.5 (50.9)                   | 7.0 (44.6)                    | 3.5 (38.3)                    | −1.4 (29.5)                   | −4.5 (23.9)                   | 2.3 (36.1)                    |
| Mínima rècord °C (°F)                 | −26.0 (−14.8)                 | −25.0 (−13)                   | −21.5 (−6.7)                  | −14.0 (6.8)                   | −5.0 (23)                     | −1.1 (30)                     | 1.6 (34.9)                    | 0.0 (32)                      | −3.5 (25.7)                   | −11.0 (12.2)                  | −19.0 (−2.2)                  | −24.0 (−11.2)                 | −26.0 (−14.8)                 |
| Precipitació mitjana mm (polzades)    | 73 (2.87)                     | 54 (2.13)                     | 51 (2.01)                     | 42 (1.65)                     | 56 (2.2)                      | 71 (2.8)                      | 96 (3.78)                     | 90 (3.54)                     | 93 (3.66)                     | 81 (3.19)                     | 74 (2.91)                     | 82 (3.23)                     | 862 (33.94)                   |
| Mitjana de dies de precipitació       | 14                            | 12                            | 15                            | 11                            | 11                            | 13                            | 11                            | 11                            | 13                            | 13                            | 11                            | 12                            | 147                           |
| Mitjana de dies de pluja              | 2                             | 3                             | 5                             | 8                             | 10                            | 13                            | 11                            | 11                            | 13                            | 10                            | 7                             | 4                             | 100                           |
| Mitjana de dies de neu                | 12                            | 10                            | 10                            | 3                             | 1                             | 0                             | 0                             | 0                             | 0                             | 3                             | 4                             | 8                             | 51                            |
| Mitjana mensual d'hores de sol        | 23                            | 65                            | 119                           | 159                           | 215                           | 197                           | 178                           | 176                           | 112                           | 62                            | 32                            | 9                             | 1.347                         |
| Font #1: Pogoda.ru.net                |                               |                               |                               |                               |                               |                               |                               |                               |                               |                               |                               |                               |                               |
| Font #2: Soltid - Meteorologileksikon |                               |                               |                               |                               |                               |                               |                               |                               |                               |                               |                               |                               |                               |

### Fauna
Dins dels límits de la ciutat hi ha diversos aiguamolls, on hom troba una torre d'observació i informació sobre l'avifauna que es pot observar des del capdamunt de la torre. Malgrat que Trondheim és la tercera ciutat més gran del país, és freqüent veure-hi fauna salvatge. Hi ha llúdrigues i castors al Nidelva i a Bymarka, així com guineus, teixons i esquirols en tot el territori. Els ants i els cérvols són comuns als turons que envolten la ciutat i poden arribar a entrar a la ciutat, especialment al maig, quan les mares expulsen els petits d'un any, o al final de l'hivern quan el menjar escasseja.

## Demografia
El municipi de Trondheim compta, segons les dades de l'Oficina Central d'Estadístiques de Noruega de l'1 de gener de 2016, amb 187.353 habitants. L'elevat nombre d'estudiants (prop d'una sisena part de la població total) fa que el nombre d'habitants de la ciutat sigui més gran de fet.
La població estrangera a Trondheim arribava a les 11.474 persones l'any 2006, cosa que representava el 7,2% de la població total del municipi (lleugerament per sota de la mitjana nacional, del 8,3%). La població estrangera prové de 148 països diferents i la majoria (39,8%) de països asiàtics. L'origen de la població immigrant per país correspon en primer lloc a Turquia (principalment de l'ètnia kurda), seguida pel Vietnam, Suècia, l'Iran i l'Iraq.
La població de Trondheim augmenta any rere any, i va experimentar un creixement considerable des de la segona meitat del segle xix. El creixement ha estat relativament moderat des de la segona meitat del segle xx, sense tenir en compte la fusió el 1964 amb altres municipis, de la qual va resultar un augment de prop del 100% respecte a l'any anterior. La taxa de creixement anual en els últims 10 anys tendeix a incrementar-se, i en el període 2007-2009 es van registrar els increments anuals més grans almenys des del 1950, amb més de 3.000 habitants.
La comunitat religiosa majoritària és l'Església de Noruega. Aquesta institució luterana manté a la ciutat una de les seves 11 diòcesis, a la qual pertanyen 20 parròquies al municipi, i la seva seu és la catedral de Nidaros. Altres petites comunitats religioses inclouen l'Església Catòlica, que té una prelatura i una catedral; la comunitat mormona; la musulmana, i una petita però històricament significativa comunitat jueva, entre d'altres.

## Política

### Govern central

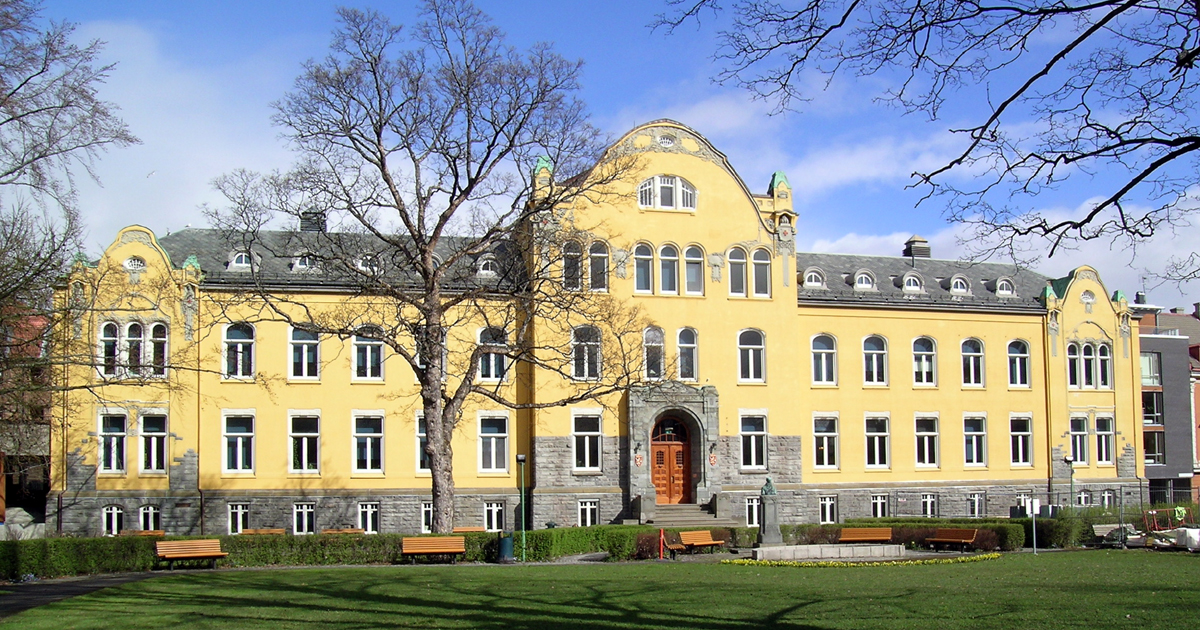
Delegació del Govern de Noruega a Sør-Trøndelag.

Trondheim alberga la seu del Governador de Sør-Trøndelag, un delegat de govern que representa el rei i el govern de Noruega, i com a tal s'encarrega que les decisions en l'àmbit nacional es duguin a terme al comtat. La seva seu és l'antic edifici d'art nouveau de la Fundació EC Dahl, al carrer EC Dahl núm. 10.
El poder judicial té a Trondheim la seu del Tribunal de Districte de Sør-Trøndelag, amb jurisdicció sobre 17 dels 25 municipis del comtat i també té la seu del Frostating, un dels sis tribunals d'apel·lació de Noruega, amb jurisdicció sobre els comtats de Møre og Romsdal, Sør-Trøndelag i Nord-Trøndelag.

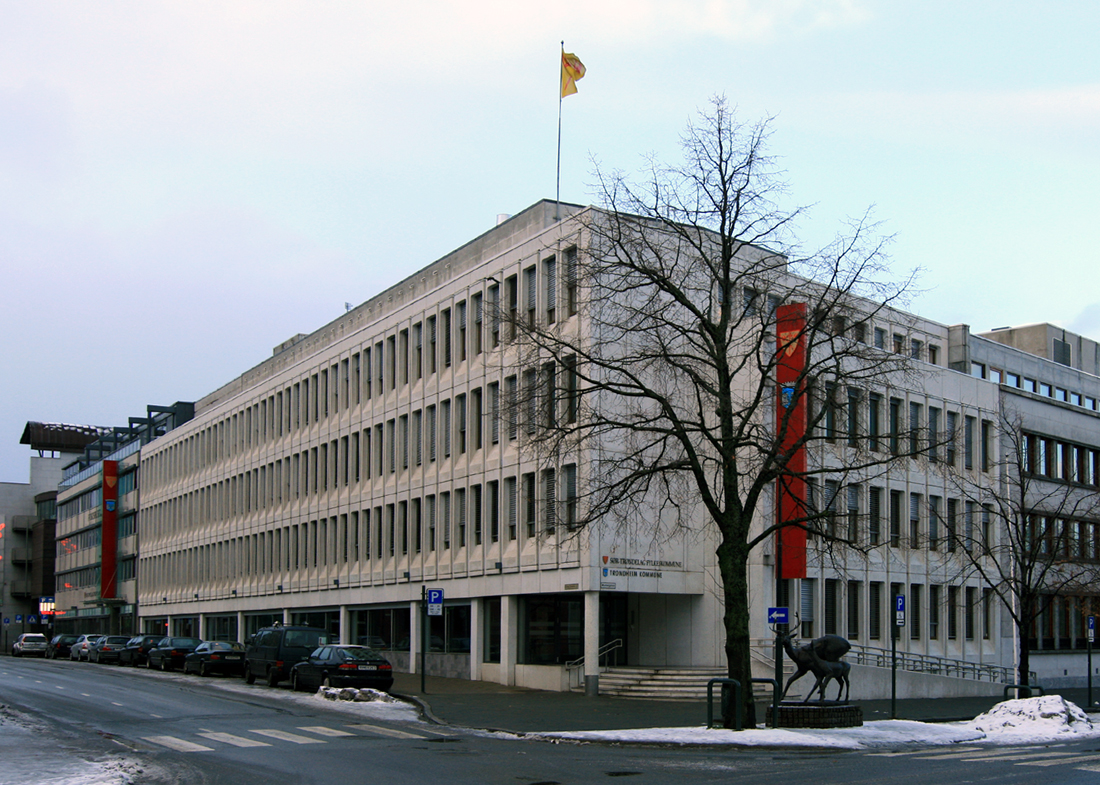
Consell Comtal de Sør-Trøndelag.

Trondheim és la seu d'algunes institucions públiques a nivell nacional: l'Administració Nacional dels Tribunals Noruecs; la Direcció per a l'Administració de la Naturalesa (dependent del Ministeri de Medi Ambient), i l'Autoritat d'Inspecció Laboral, una dependència del Ministeri del Treball enfocada a la seguretat i a la salut.

### Govern comtal
Com a capital de comtat, la ciutat alberga l'Assemblea Comtal, una assemblea legislativa elegida per sufragi universal i encarregada d'algunes responsabilitats de serveis i administració pública en l'àmbit comtal. L'edifici de l'Assemblea Comtal (Sør-Trøndelag fylkeshus) es localitza a la cantonada dels carrers d'Erling Skakke i del Munkegata.

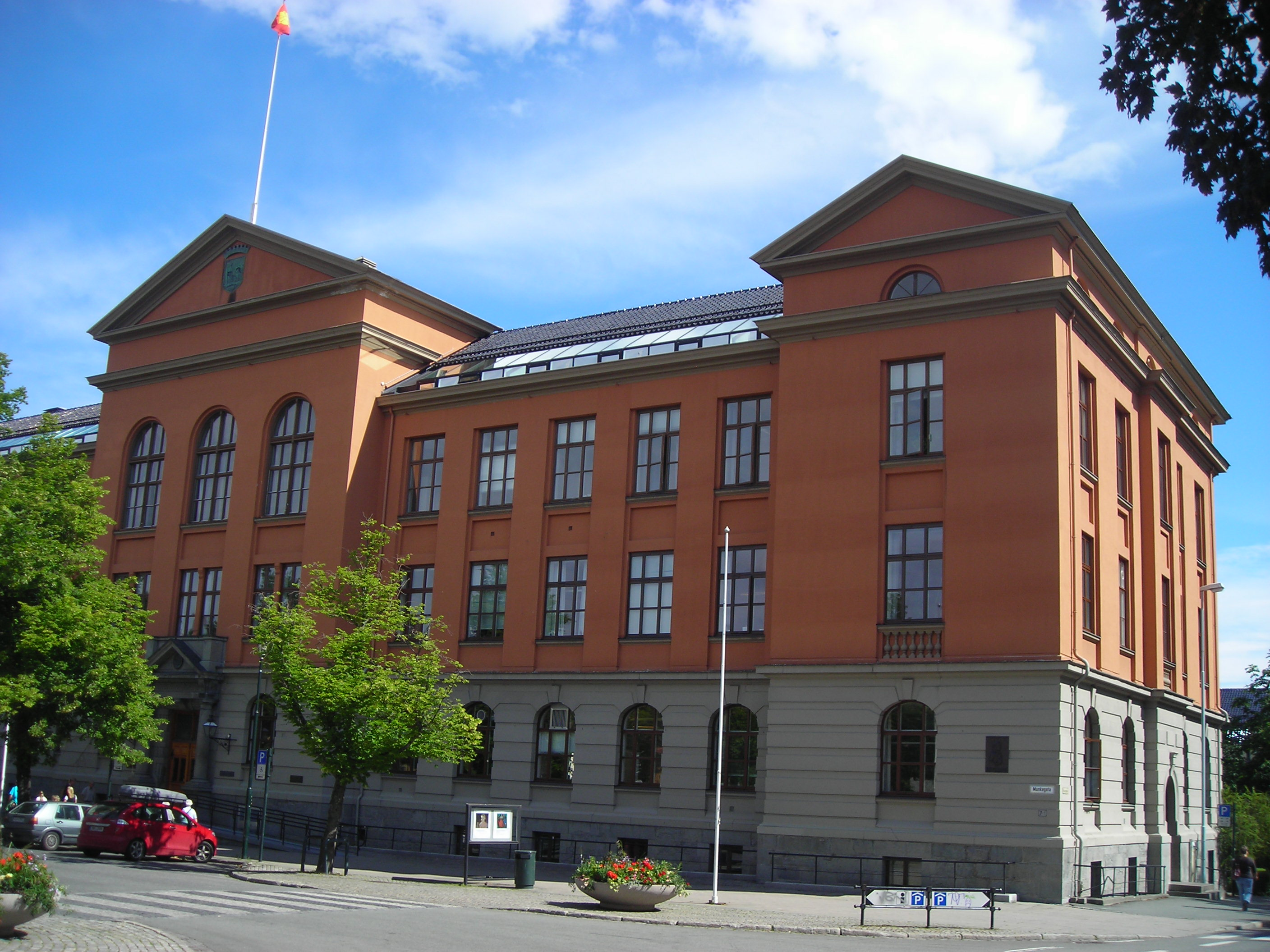
Ajuntament de Trondheim.

### Govern municipal
El municipi de Trondheim és governat per un consell municipal (bystyre). La seva seu és l'Ajuntament de Trondheim, un edifici de la fi del segle xix situat al carrer Munkegata No. 1. L'antic ajuntament, del segle xviii, és avui ocupat per la Biblioteca Pública de Trondheim.
Fins al 2011, el Consell Municipal de Trondheim era el més gran de tota Noruega, amb 85 membres. Des de les eleccions d'aquell any, el nombre de regidors es va reduir a 67, el mateix nombre que a Bergen i a Stavanger. En el període entre el 2015 i el 2019 el consell està integrat per 10 partits polítics. La taula directiva (formannskap) és formada per 11 regidors escollits proporcionalment d'entre el Consell i és l'òrgan que constitueix el govern del municipi.
La força política de majoria relativa és el Partit Laborista, que suma 28 consellers (41,5% de l'última votació); dels quals 4 formen part de la taula directiva, a la qual pertany l'alcaldessa de la ciutat, la laborista Rita Ottervik, i el vicepresident, el socialista Knut Fagerbakke.
En les últimes eleccions del 2015 la participació va ser del 60,7% dels vots. El Partit Laborista va augmentar considerablement, passant del 39,5% al 41,5% dels vots, obtenint així un representant més. En canvi, els vots cap al Partit Conservador van baixar notablement, passant del 27,2% dels vots amb 18 representants el 2011 al 20,0% dels vots amb 14 representants. Aquest partit va governar Trondheim del 1990 al 2003, i és la segona força política al municipi malgrat la notable davallada. El tercer partit en nombre de vots va ser el Partit Verd, augmentant del 2,1% dels vots amb 2 representants el 2011 al 7,2% amb 5 representants.
| Període   | Nom                        |
| --------- | -------------------------- |
| 1980-1981 | Olav Gjærevoll (Ap)        |
| 1982-1984 | Anne Kathrine Parow (Ap)   |
| 1985-1989 | Per Berge (Ap)             |
| 1990-1998 | Marvin Wiseth (H)          |
| 1998-2003 | Anne Kathrine Slungård (H) |
| 2003-     | Rita Ottervik (Ap)         |

| Partit polític | Partit polític                                | Representants |    |
| -------------- | --------------------------------------------- | ------------- | -- |
|                | Partit Laborista (Arbeiderpartiet)            | 28            |    |
|                | Partit Conservador (Høyre)                    | 14            |    |
|                | Partit Verd (Miljøpartiet De Grønne)          | 5             |    |
|                | Partit del Progrés (Fremskrittspartiet)       | 4             |    |
|                | Partit Liberal (Venstre)                      | 4             |    |
|                | Partit Socialista (Sosialistisk Venstreparti) | 4             |    |
|                | Partit Roig (Rødt)                            | 2             |    |
|                | Partit Democristià (Kristelig Folkeparti)     | 2             |    |
|                | Partit de Centre (Senterpartiet)              | 2             |    |
|                | Partit dels Pensionistes (Pensjonispartiet)   | 2             |    |
| Total          | Total                                         | 67            | 67 |

## Economia

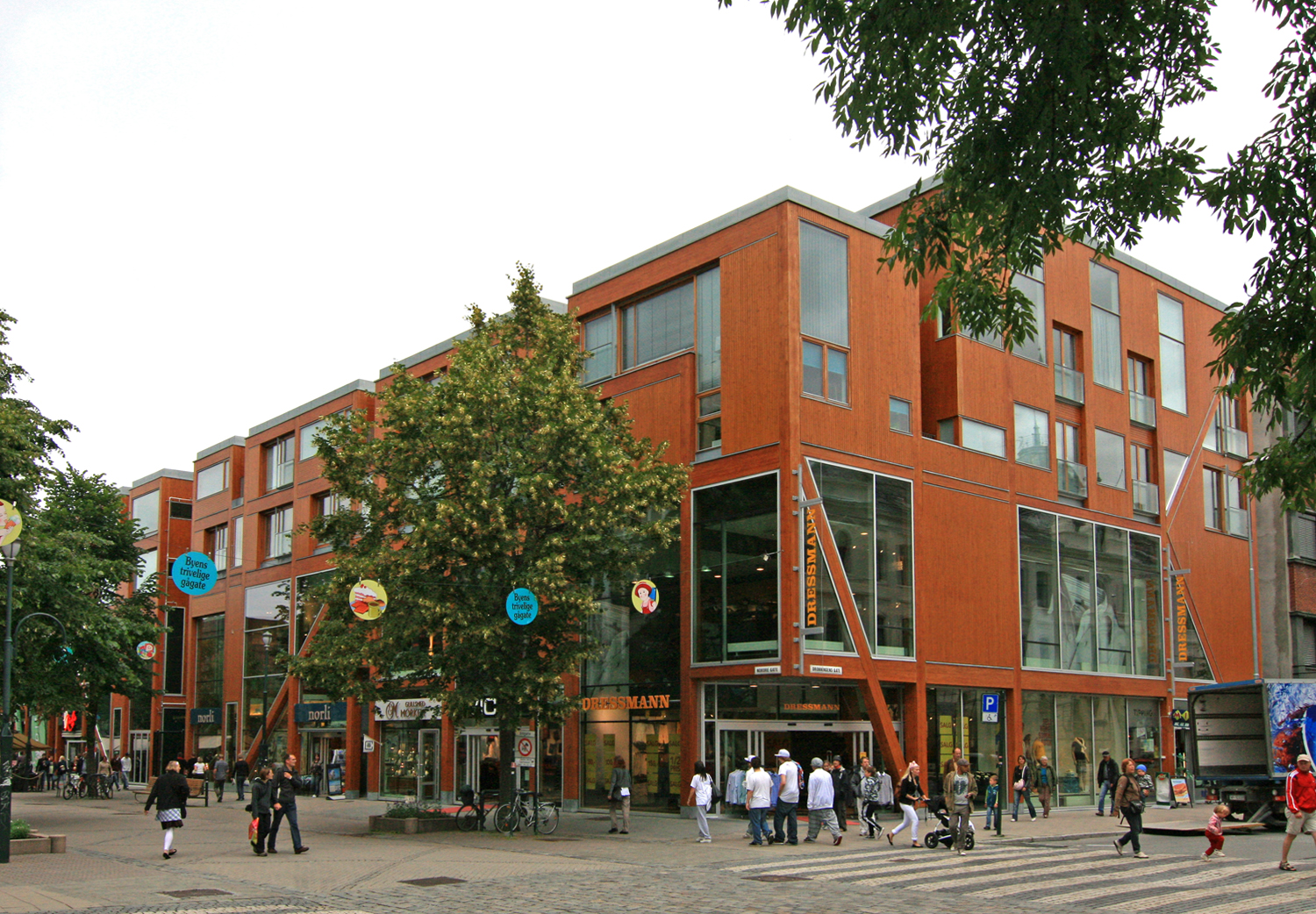
Plaça comercial a Trondheim.

Històricament, l'economia de Trondheim ha girat al voltant del comerç, i actualment el sector de serveis és la principal activitat econòmica. La principal empresa de la ciutat és el Grup Reitan, dedicada al maneig de franquícies de vendes de detall. Entre les franquícies que administra hom troba els supermercats REMA 1000, les botigues de conveniència 7-Eleven i les gasolineres YX Energi, entre d'altres. La major part de les seves botigues es localitzen a Noruega, però també té branques a Dinamarca, Suècia i Letònia. Entre les institucions de crèdit són dignes de menció el Fokusbank (una branca del danès Danske Bank) i el SpareBank 1 SMN, el més gran de la Noruega Central. Les institucions educatives de Trondheim suposen una important font d'ocupació per a la ciutat, especialment la Universitat Noruega de Ciència i Tecnologia i la Universitat de Sør-Trøndelag.
Localitzada en una zona privilegiada per a les activitats agropecuàries, existeix encara la pràctica de l'agricultura en les parts rurals de Trondheim. Els terrenys agrícoles suposaven el 2007 el 17% de la superfície del municipi, sent el tant per cent més gran de producció de cereals en un municipi de Sør-Trøndelag. Els principals productes agrícoles són els cereals i els farratges.

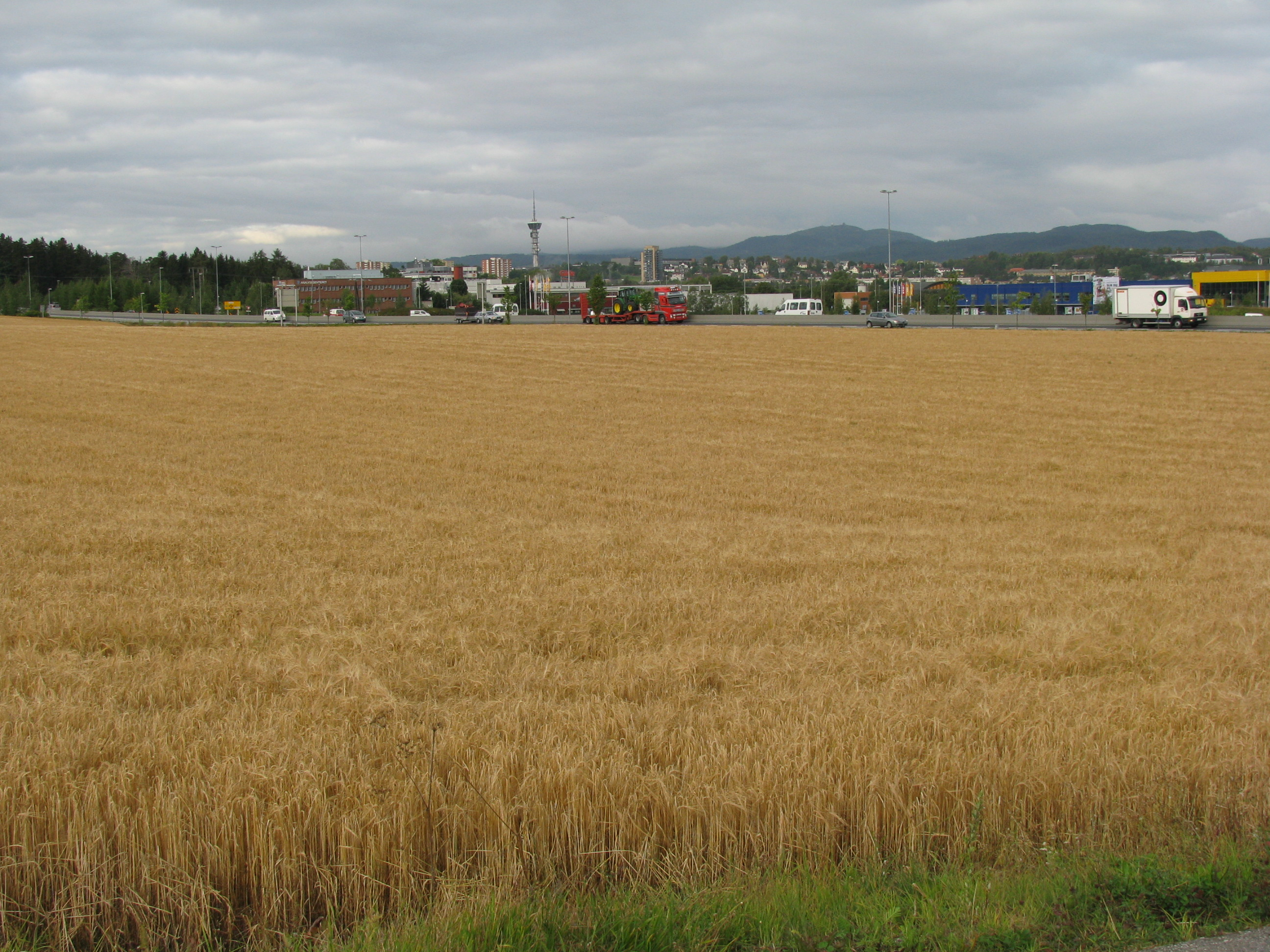
Camp de blat a l'àrea urbana de Trondheim.

Les empreses Tine Midt Norge, de productes lactis, Gilde, de productes carnis, i la cooperativa Felleskjøpet són les franquícies que venen productes per a l'agricultura i aliments per animals. Tradicionalment també hi ha una fàbrica de cervesa i una altra de xocolata.
Tanmateix, hi ha una certa activitat de la indústria pesant del transport, de l'elèctrica i de la indústria pesquera.

## Paisatge urbà i llocs d'interès
La principal atracció turística de Trondheim és la catedral de Nidaros (Nidarosdomen), situada al centre històric de la ciutat. Com a centres de culte també destaquen el Palau de l'Arquebisbe, l'Església de la Mare de Déu i altres esglésies medievals secundàries, sent la més antiga l'església de fusta de Haltdalen.

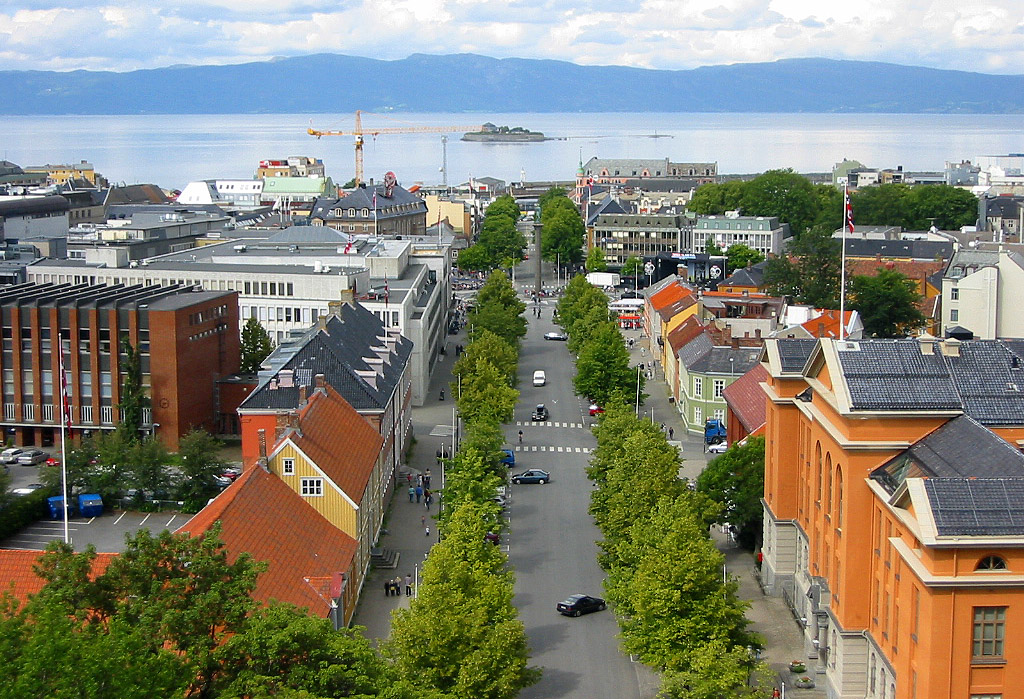
El centre de Trondheim vist des de la torre de la catedral de Nidaros mirant cap al fiord de Trondheim i l'illa de Munkholmen.

La major part de la ciutat és plena de petites botigues especialitzades. No obstant això, la principal zona comercial es concentra al voltant dels carrers de vianants de Nordre gate (literalment, «carrer del nord»), Olav Tryggvasons i Thomas Angells tot i que la resta del centre de la ciutat és plena de tot; des d'antigues empreses fins a nous establiments i modernes botigues de moda.
A mitjans de la dècada del 1990 l'àrea que envoltava l'antic dic sec de construcció de vaixells va ser urbanitzada enderrocant antics edificis d'antigues empreses de construcció naval com Mekaniske Værksted, entre d'altres. També va ser construït un nou centre comercial, conegut com a Solsiden (literalment, «cantó assolellat»). Aquesta és una popular zona residencial i comercial, especialment per als joves.
La ciutat també compta, com a curiositat, amb una antiga base submarina alemanya, la NORA 1, que ocupava la 13a Flotilla de submarins durant l'ocupació de Noruega durant Segona Guerra Mundial. Actualment el búnquer alberga diversos arxius, entre ells els de la ciutat, de la universitat i els arxius estatals. En l'última dècada DORA s'ha utilitzat com a sala de concerts.

### Districtes i barris

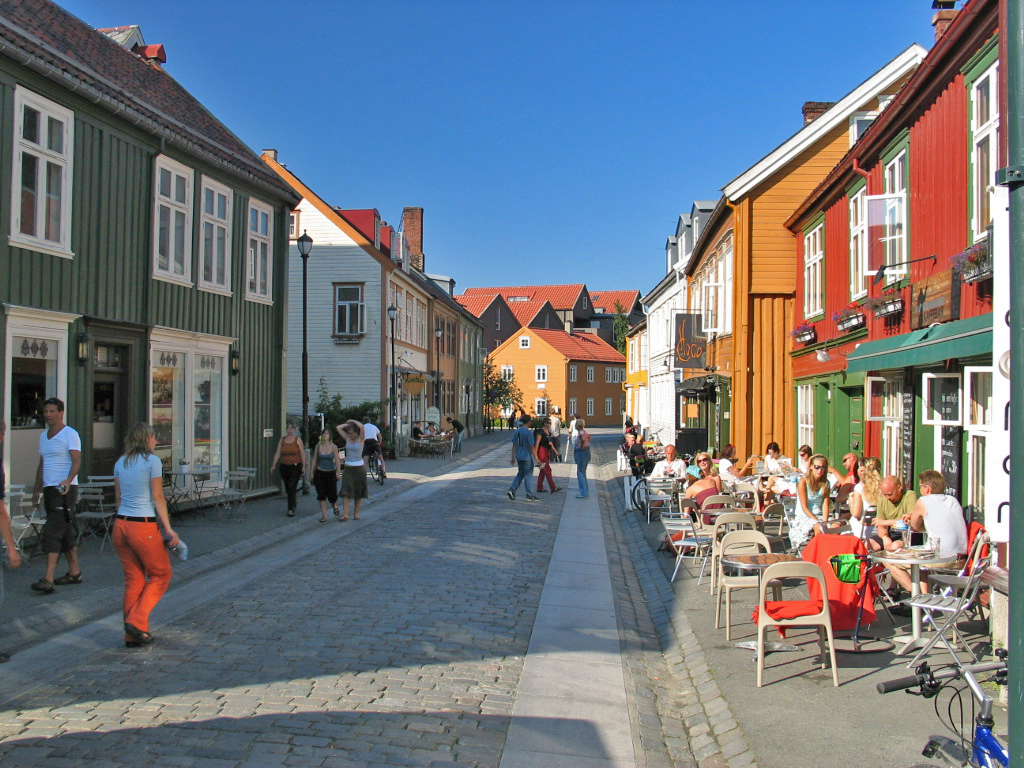
Zona de cafeteries al barri de Bakklandet.

Trondheim ha anat creixent annexionant els municipis veïns que són avui dia districtes de la ciutat. La ciutat està dividida en quatre districtes administratius (administrative bydeler):
- Midtbyen: Inclou els barris del centre: Byåsen, Ila, Tempe, Elgeseter Stavne, Tyholt i Trolla.
- Østbyen: Inclou els barris de Møllenberg, Nedre Elvehavn, Rosenborg, Lade, Strindheim, Jakobsli, Ranheim i Vikåsen.
- Lerkendal: Inclou els barris de Lerkendal, Nardo, Risvollan, Flatåsen, Moholt, Gløshaugen, Åsvang, i Sjetnmarka.
- Heimdal: Inclou els barris de Heimdal, Byneset, Tiller, Kattem, Kolstad/Saupstad i Klett.

La divisió dels districtes no té una base històrica, sinó merament demogràfica. Cada un d'ells té una població estimada de 40.000 persones. Aquesta distribució està basada en l'Administració de Treball i Benestar de Noruega, en la que col·labora el govern municipal i el Ministeri Noruec del Treball, sent el seu objectiu vetllar per la seguretat social, l'ocupació i l'estat del benestar. Cada districte de Trondheim té una oficina amb aquesta funció.
Els barris i les velles localitats del municipi no tenen cap significat administratiu, sinó únicament històric o de referència geogràfica, i en molts casos ni tan sols estan ben definits els seus límits.

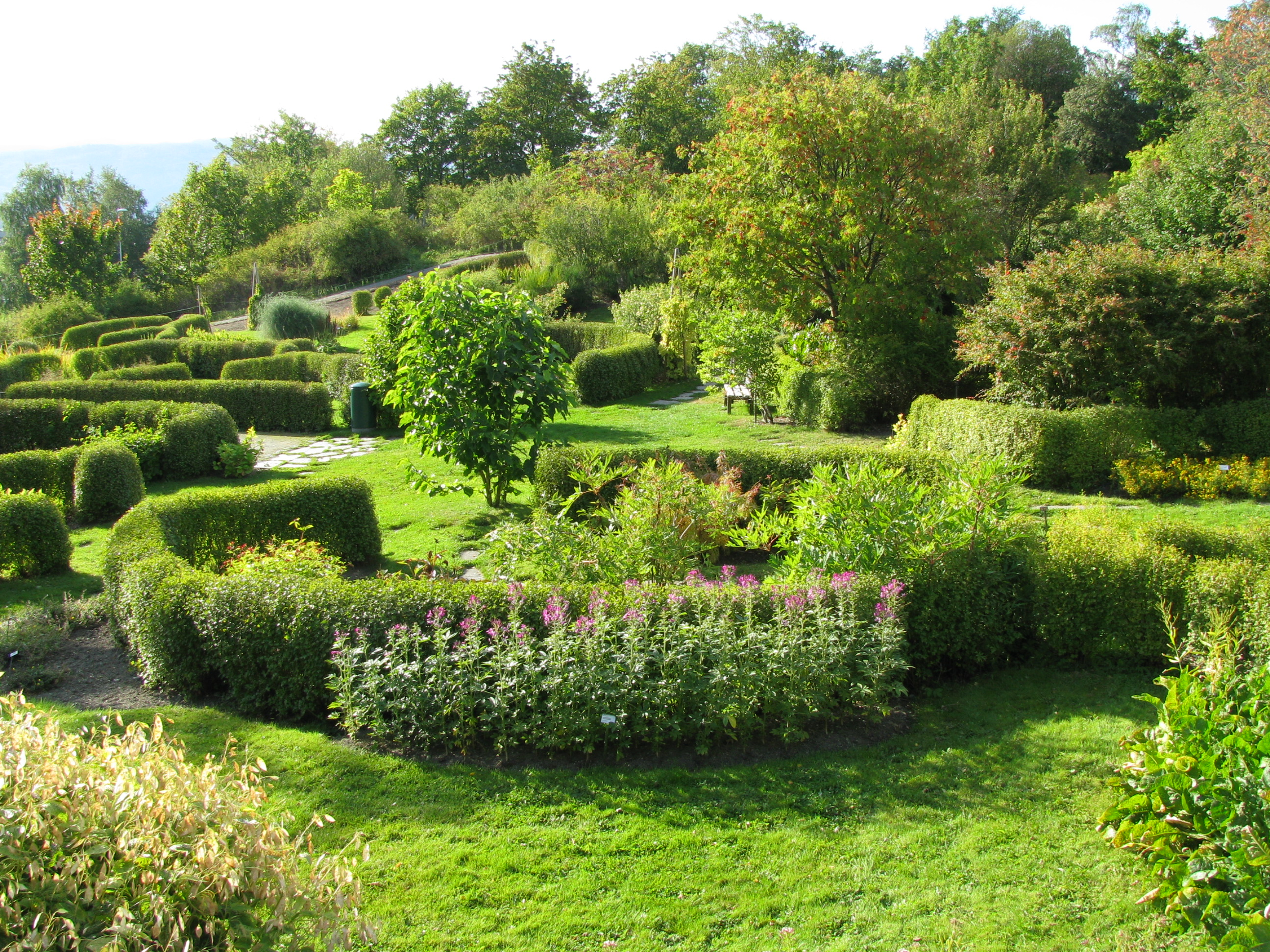
Jardí botànic de Ringve.

### Parcs i jardins

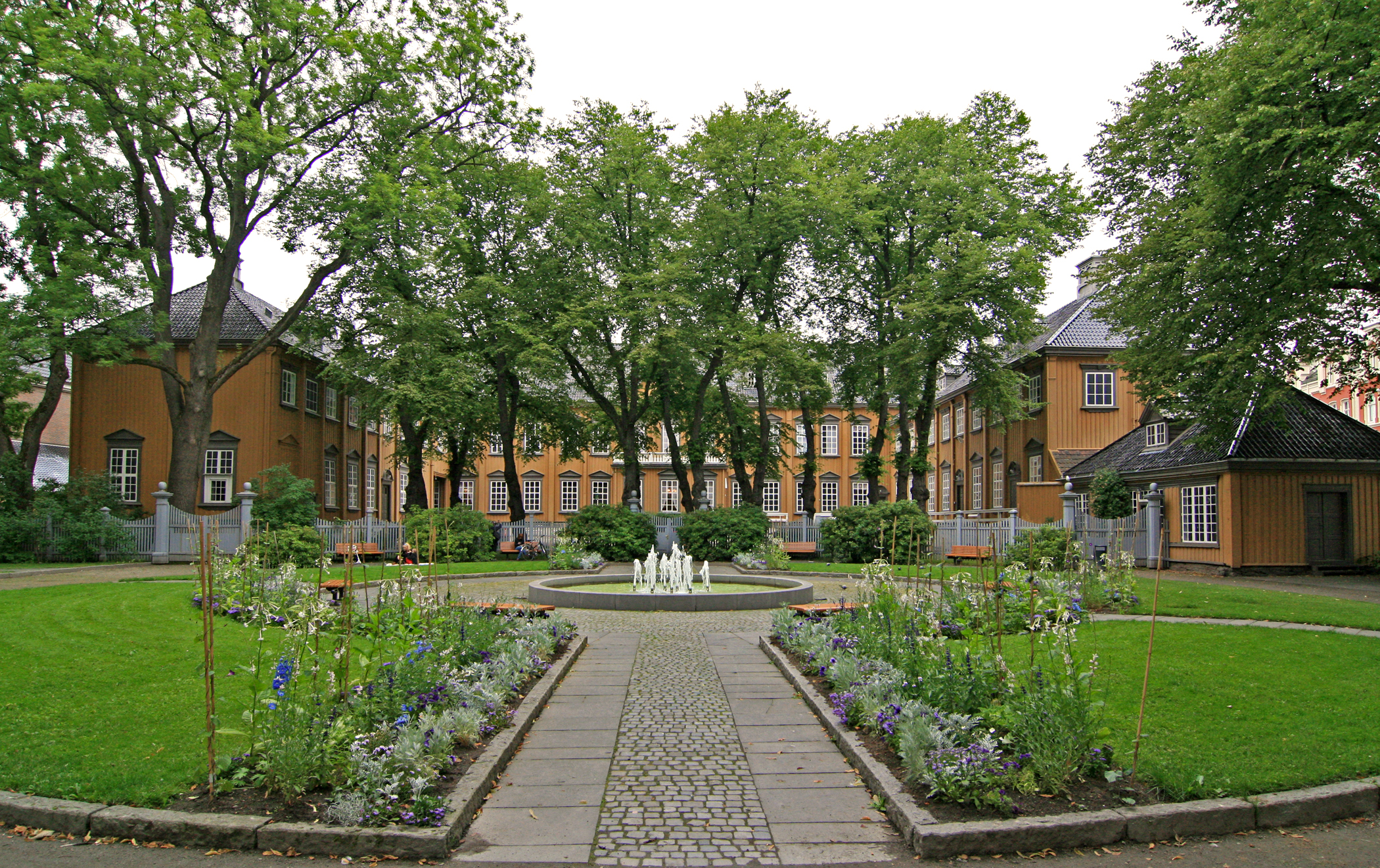
Parc de l'Stiftsgården.

Trondheim és una ciutat envoltada d'àrees boscoses, que representen el 52% del territori municipal. Les principals àrees verdes de la ciutat són les zones muntanyoses de Bymarka i Estenstadmarka, situades a l'oest i al sud de la ciutat, respectivament. Totes dues són visitades pels habitants de Trondheim com a lloc d'esbarjo i constitueixen àmplies àrees naturals de boscos, llacs i estanys.
A la zona urbana hi ha nombrosos parcs petits. Entre els més grans es troba el Marinen (literalment, «la marina»), just al sud de la catedral, entre aquesta i el riu. Aquest parc és anomenat així perquè allí hi va haver un port militar. És una àrea de prats i arbres molt apta per a passejos i per a prendre el sol durant l'estiu. Al centre hi ha altres parcs més petits, com el parc de Tordenskjold, el parc de l'Ajuntament, el jardí del Stiftsgården i el parc d'Ila.

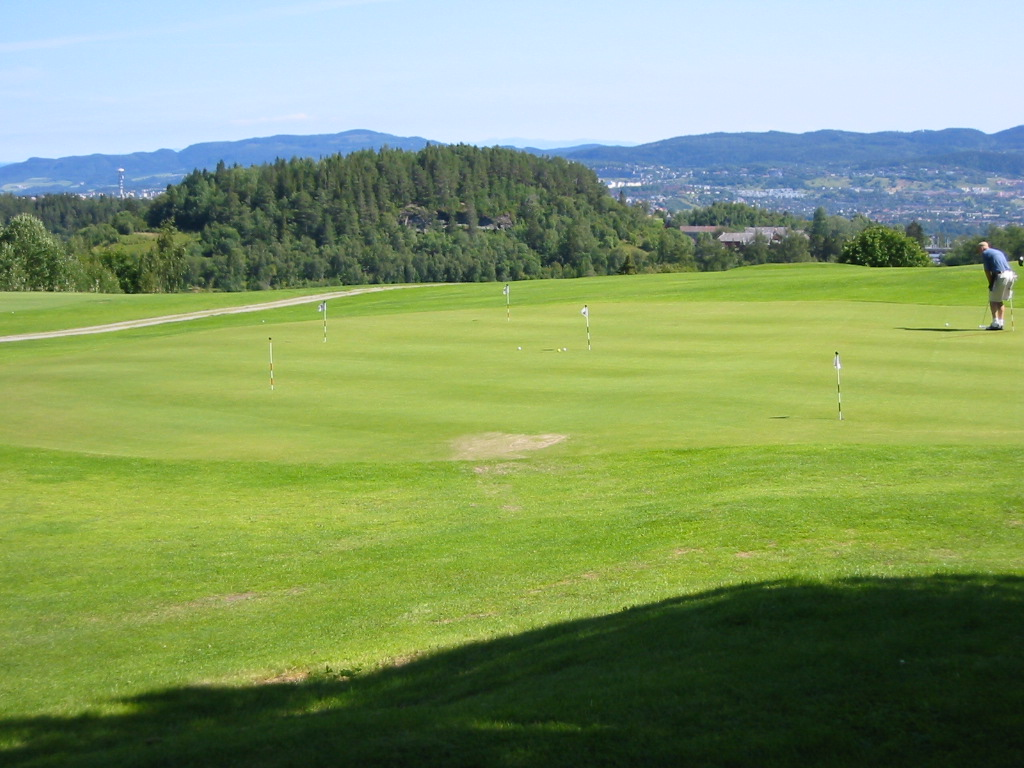
Camp de golf a Bymarka.

Al sud de la ciutat les ribes del Nidelva formen un espai arbrat natural. Un altre parc d'aquesta zona és el parc d'Elgeseter, que connecta amb el parc de la Universitat de Sør-Trøndelag i les àrees verdes d'aquesta universitat.
A orient de la ciutat hi ha les àrees verdes de Duedalen i de Småbergan (aquesta última és un turó on s'hi localitza la fortalesa de Kristiansten): el parc de Lademoen i el jardí botànic de Ringve. La zona de Ladestien és una franja de 14 km de vegetació natural adjacent al fiord.

## Cultura

### Arquitectura

#### Catedral de Nidaros

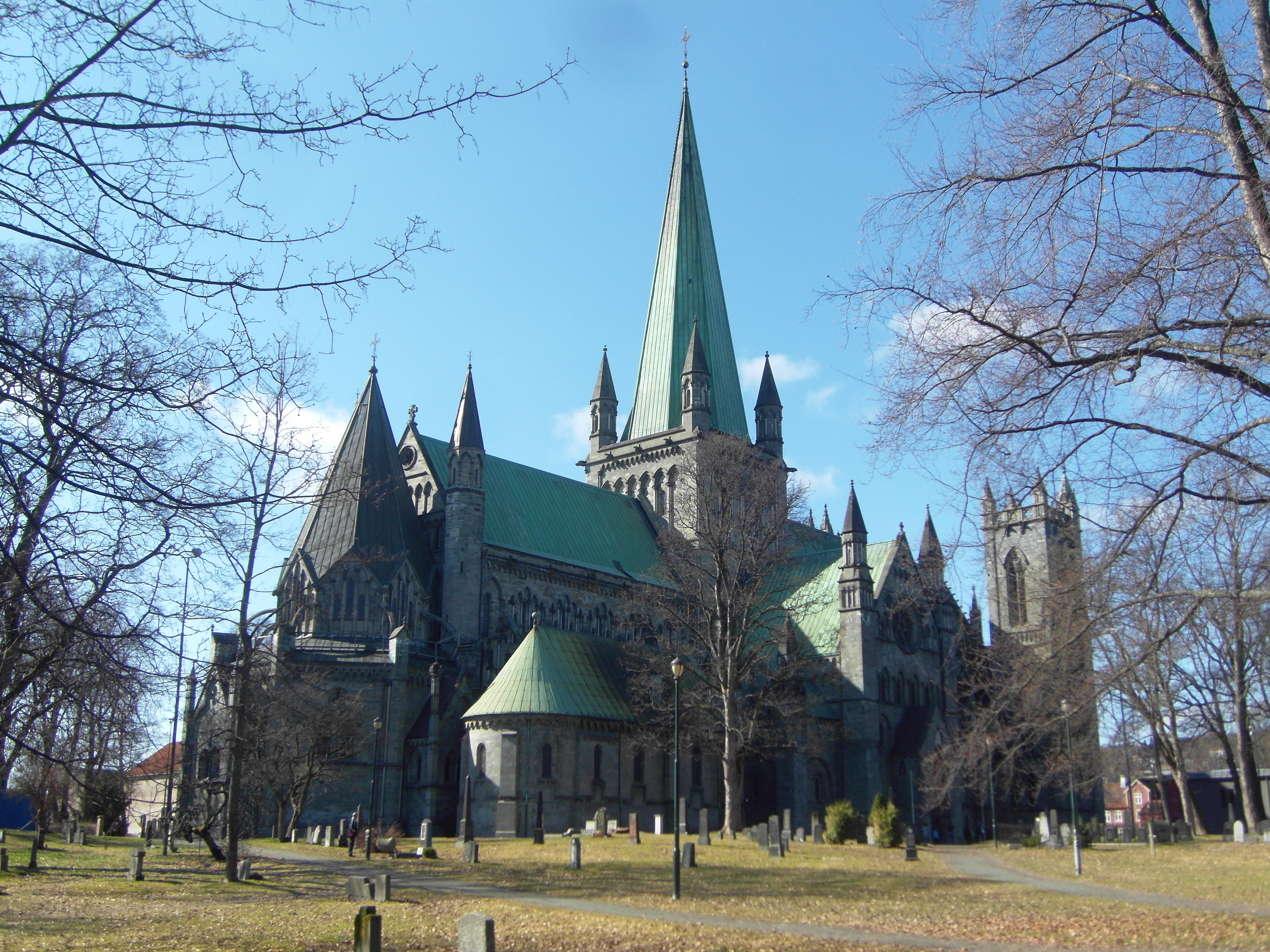
La catedral de Nidaros

La catedral de Nidaros està situada al centre de la ciutat. La catedral, construïda a partir del 1070 en endavant, és el monument gòtic més important de Noruega i fou a més el lloc més important de peregrinació cristiana del nord d'Europa durant l'edat mitjana, amb les rutes de peregrinació que duen a la ciutat des d'Oslo i des dels comtats suecs de Jämtland i Värmland. Avui en dia és la catedral medieval més septentrional del món, i la segona més gran d'Escandinàvia.
Durant l'edat mitjana, i altre cop després de la independència de Noruega fou restaurada el 1814, sent l'església de coronació dels reis de Noruega. El rei Haakon VII fou l'últim monarca coronat allí, el 1906. A partir del rei Olaf V, el 1957, la coronació fou reemplaçada per la consagració. El 1991, l'actual rei Harald V i la reina Sonja foren consagrats a la catedral. El 24 de maig de 2002, la seva filla, la princesa Marta Lluïsa es va casar amb l'escriptor Ari Behn a la catedral.

#### Palau de l'arquebisbe

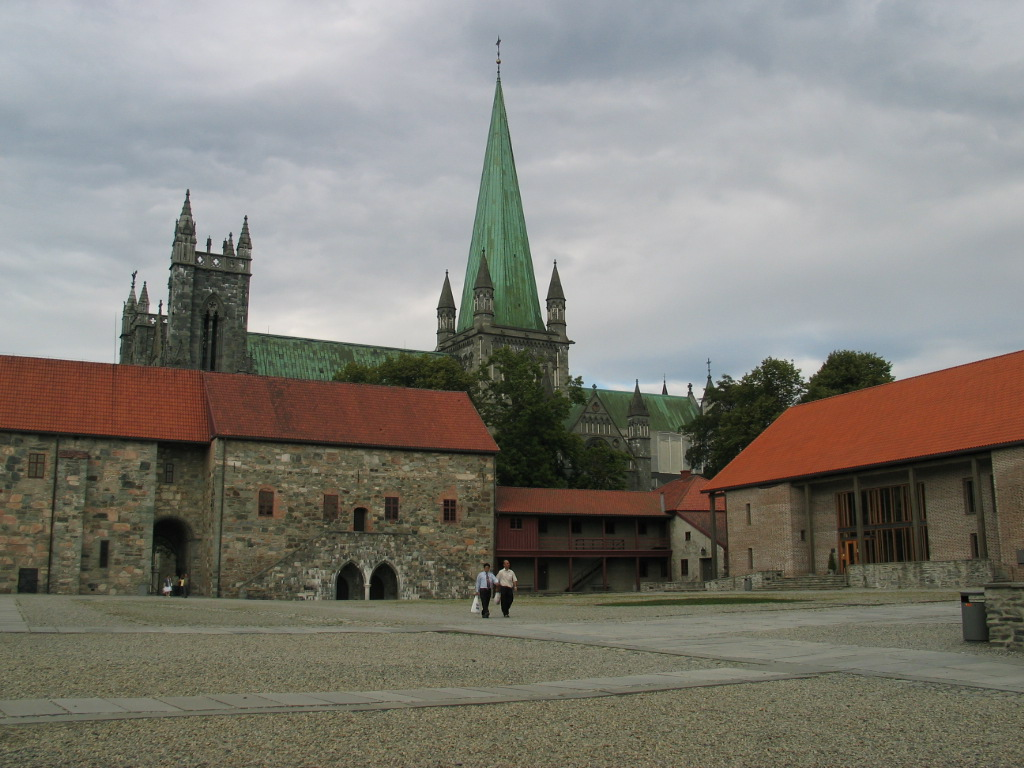
El palau, amb la catedral al fons.

Molt lligat amb la història de la catedral hi ha el Palau de l'Arquebisbe (Erkebispegården), adjacent a la primera. Algunes parts de la seva estructura conserven certes característiques romàniques. Abans de la reforma, fou la residència dels poderosos arquebisbes de Nidaros. Posteriorment, quan Noruega estava unida amb Dinamarca, fou seu dels representants del rei a la ciutat i després la caserna general de l'exèrcit. Avui en dia és un museu històric i lloc de diversos esdeveniments culturals.

#### Església de la Mare de Déu
A més de la catedral, l'altre temple medieval de la ciutat és l'església de la Mare de Déu. Aquesta és un temple que data d'inicis del segle xii i que després de les catedrals de Nidaros i de Stavanger és el temple medieval més gran de Noruega. El seu estil artístic, romànic i gòtic, ha estat intervingut en diverses ocasions per remodelacions i ampliacions que van introduir-hi aspectes barrocs i neogòtics.

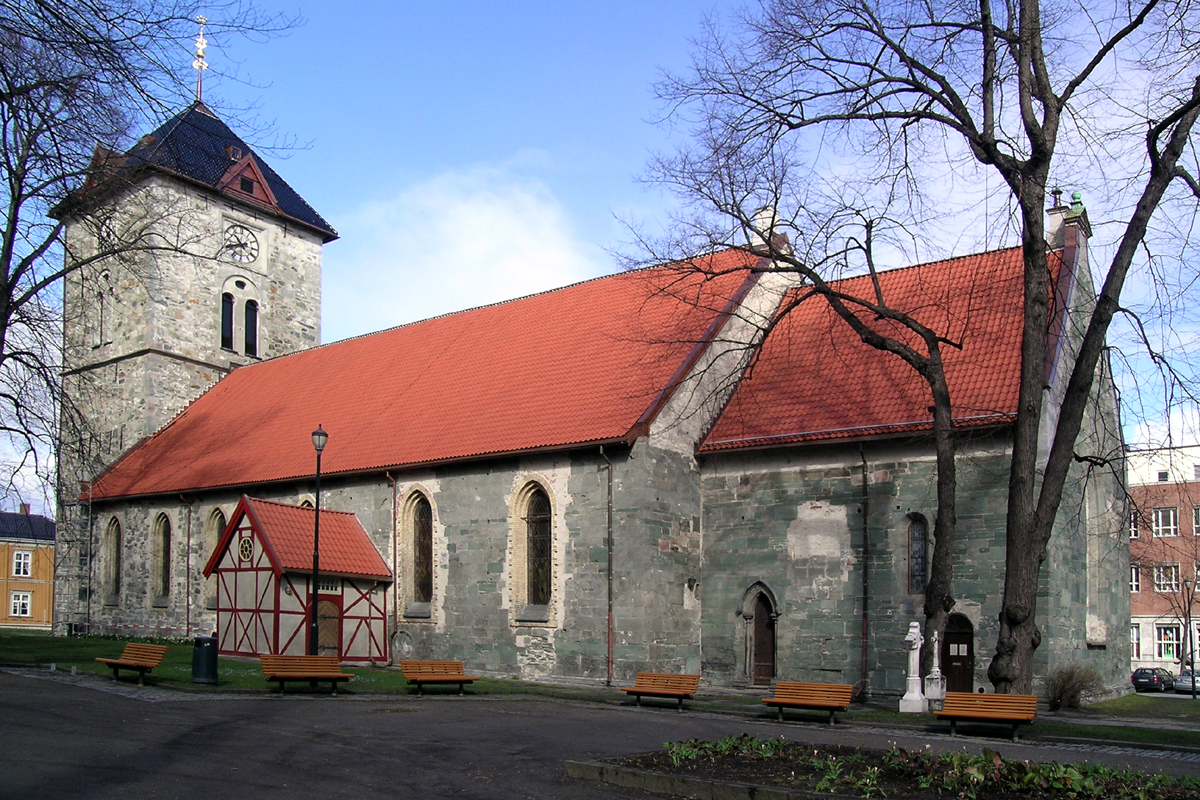
L'església de la Mare de Déu.

#### Altres esglésies
Fora del centre històric de la ciutat de Trondheim, en antigues localitats que foren absorbides pel municipi, es troben l'església de Lade, a orient de la zona metropolitana, i l'església de Byneset, en una escletxa rural d'occident del municipi. Són dues petites esglésies romàniques de pedra que daten de la segona meitat del segle xii i que exhibeixen una notable austeritat típica de les esglésies rurals noruegues.
També cal destacar especialment l'església de fusta de Haltdalen, una petita i senzilla stavkirke (església de fusta) que data del segle xii. En realitat no és originària de Trondheim, sinó d'Holtålen, un municipi al sud-est de la ciutat, però avui és l'atracció principal del Museu Popular de Trøndelag.

#### Arquitectura monumental de fusta
Al centre i en altres zones adjacents, com a Bakklandet i a Ila, encara hi perviuen nombroses edificacions de fusta. Diverses d'elles són palaus i casalots dels segles XVII i xviii que servien d'habitatge per als comerciants adinerats de la ciutat. Aquestes edificacions presenten motius barrocs, neoclàssics i de l'estil imperial. Entre ells es poden esmentar el Stiftsgården, actualment un palau de la família reial noruega; la Sukkerhuset («casa del sucre»), una antiga refineria sucrera que es va beneficiar del comerç amb les Índies Occidentals Daneses; la Tronka, un antic hospital per a malalts mentals; el Sommergården, actualment una farmàcia; el Hornemansgården, la Weisenhuset, i les esglésies de Leinstrand i Bakke, entre d'altres.
La zona dels antics magatzems comercials, coneguda com a Bryggen («l'embarcador»), a banda i banda del riu Nidelva, és un dels llocs més típics de Trondheim. Són edificis de fusta parcialment construïts sobre el riu. Avui en dia són ocupats per habitatges i locals comercials i, com tot el patrimoni de fusta de Trondheim, es troben sota una amenaça constant d'incendis.

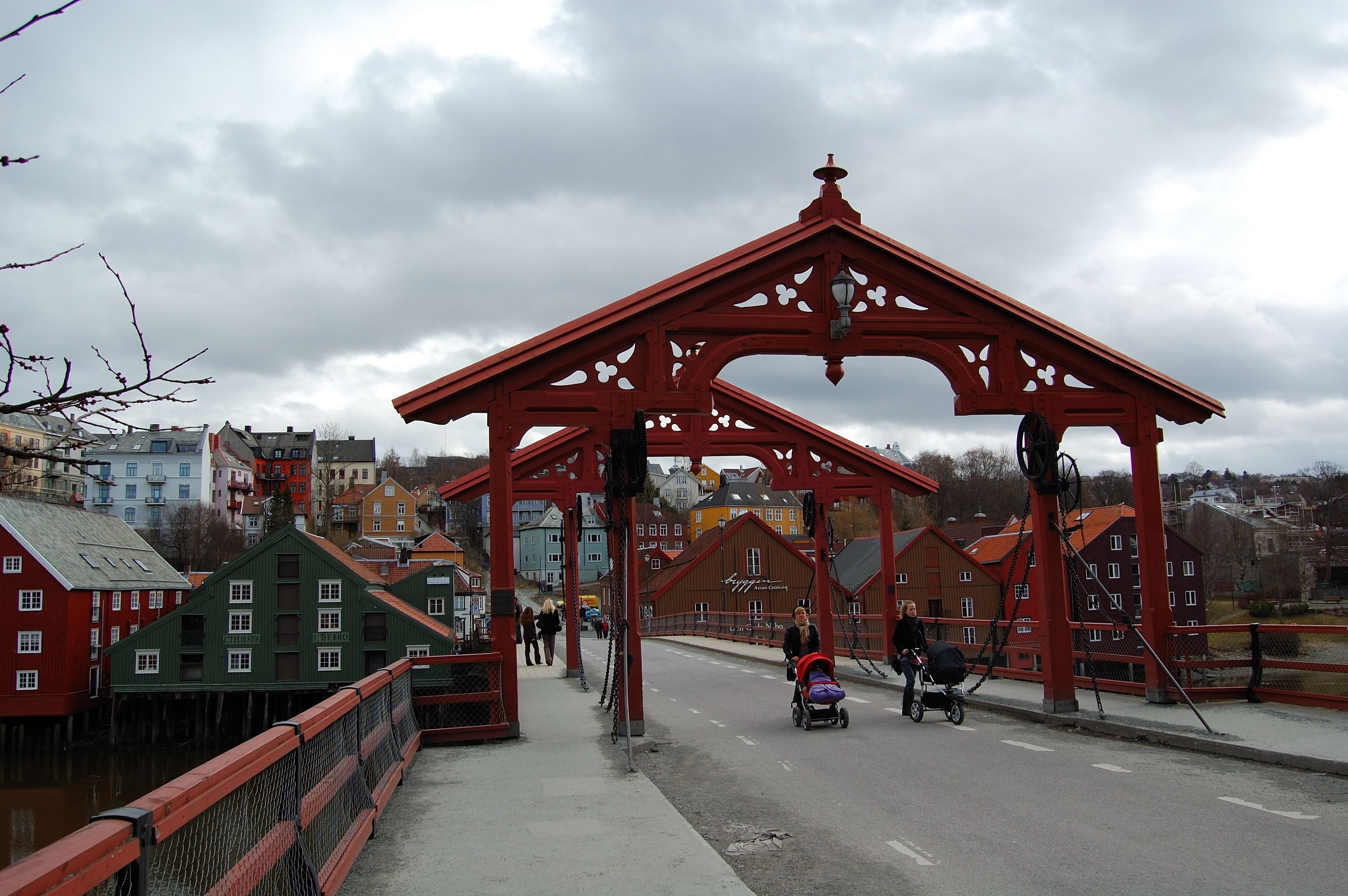
Pont vell
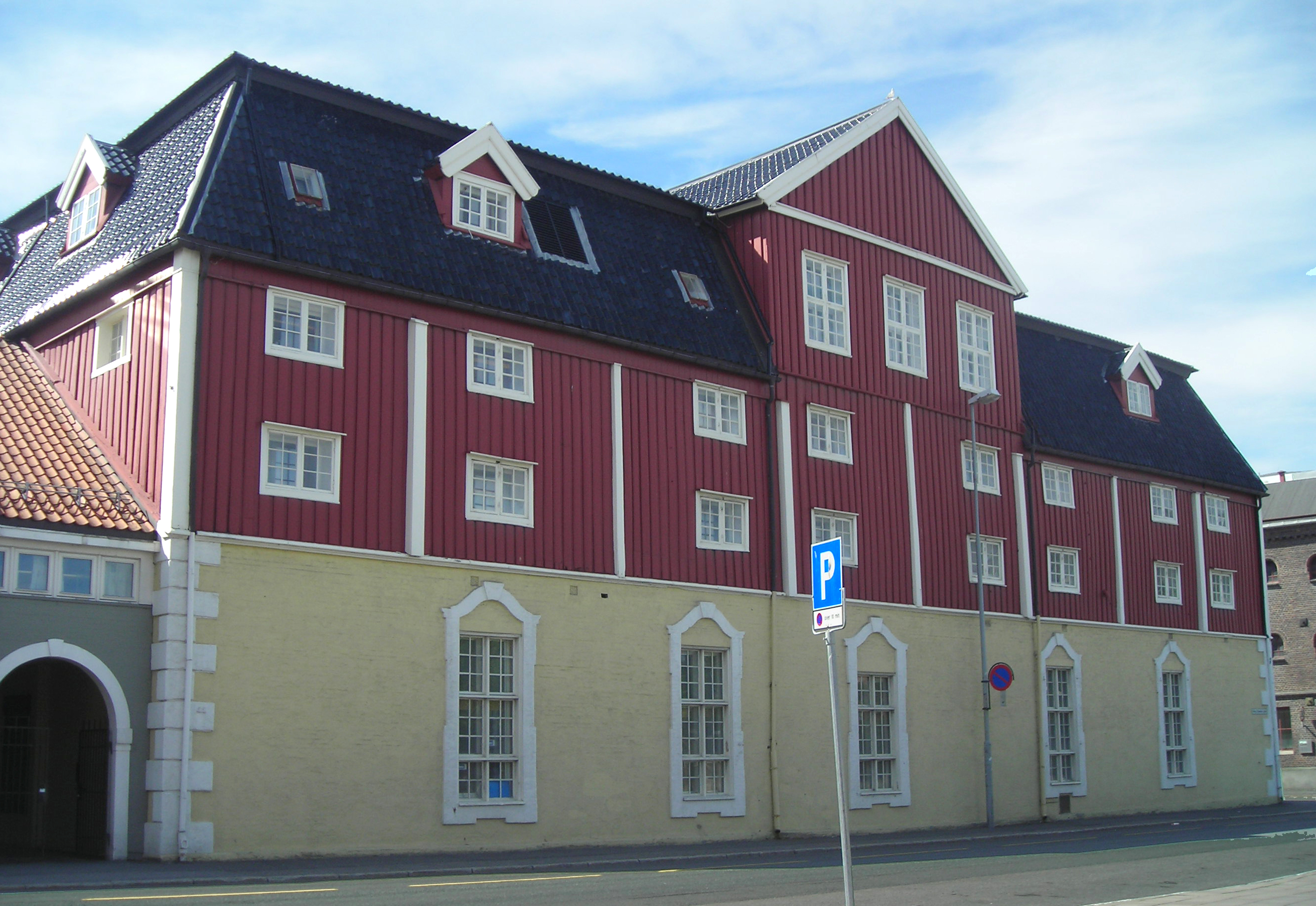
Sukkerhuset
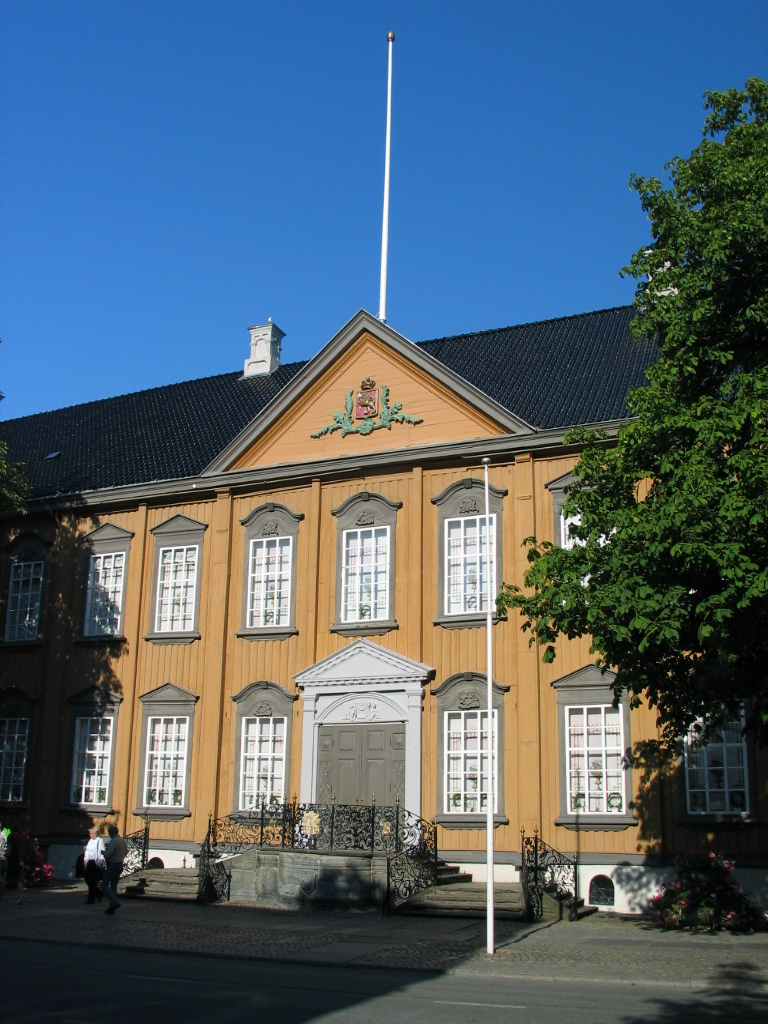
Stiftsgården
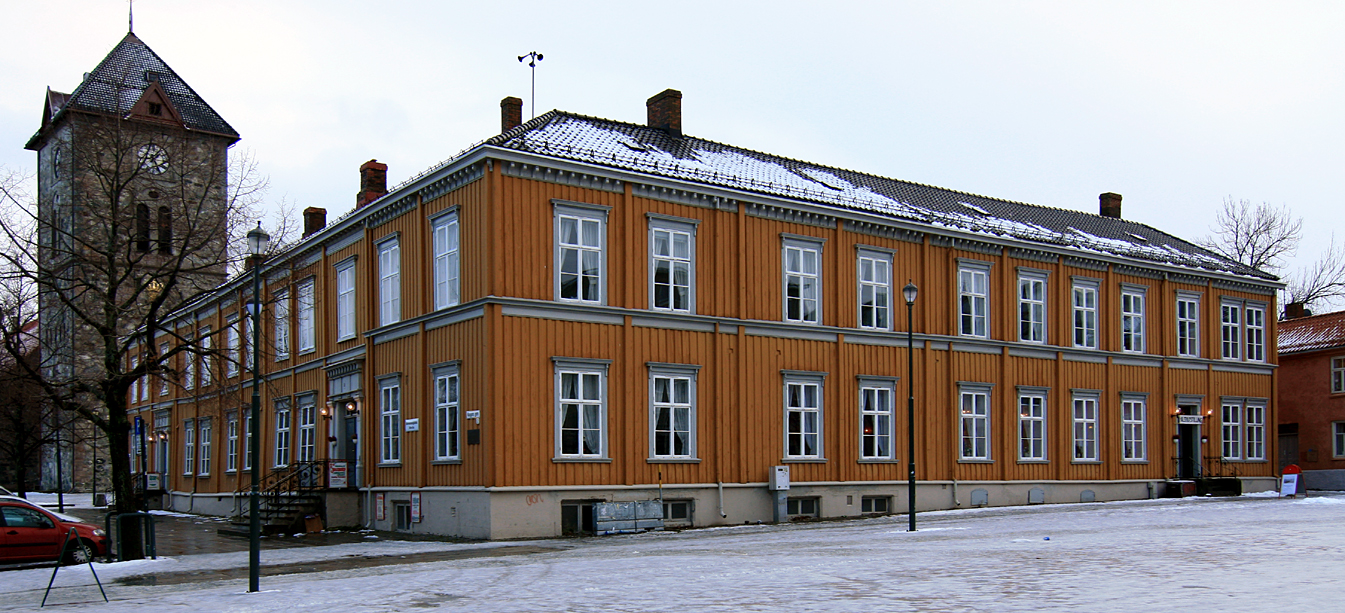
Hornemansgården

#### Arquitectura militar

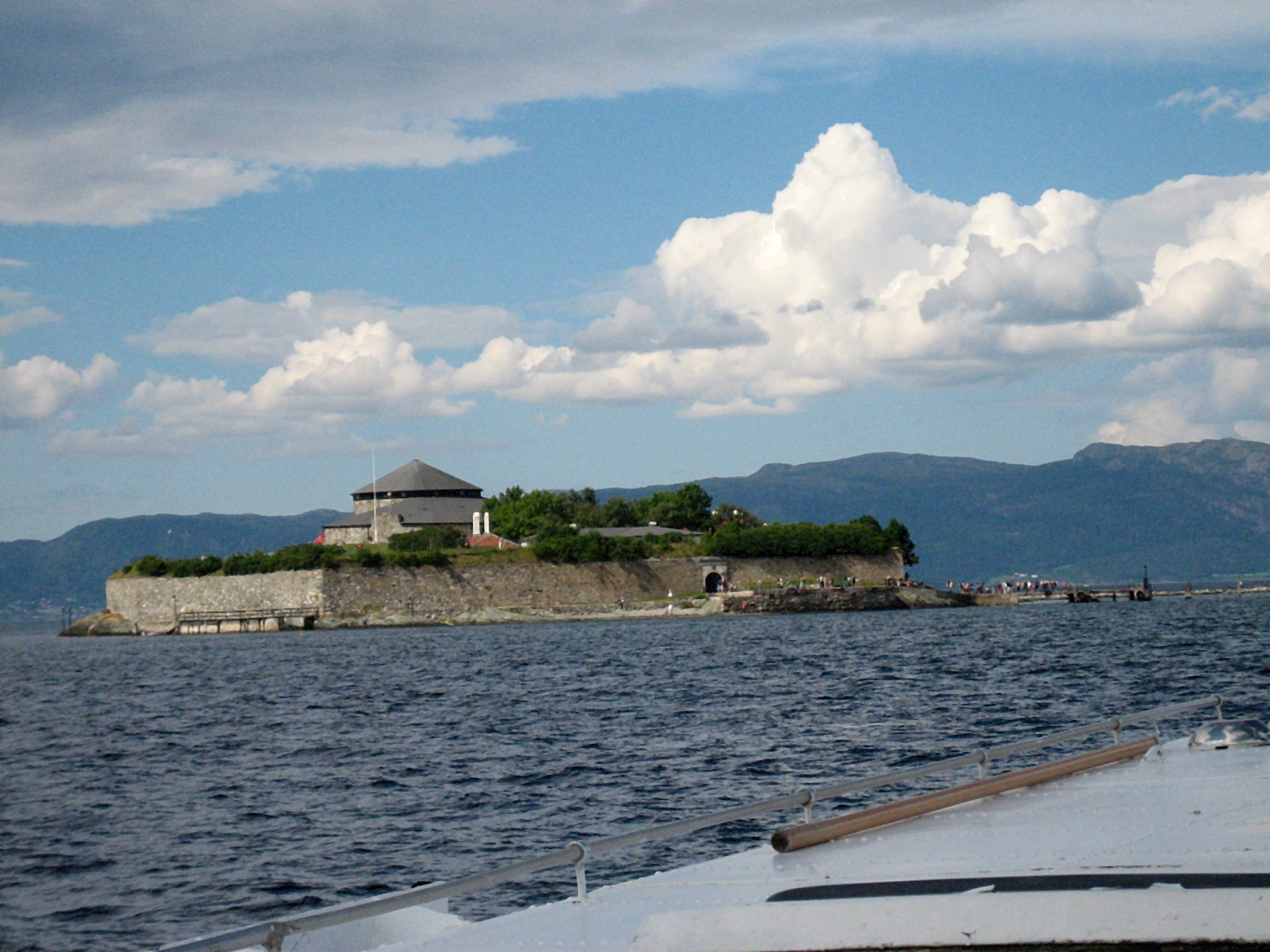
Munkholmen.

Al lloc més estret de la península on es localitza el nucli històric de Trondheim, hi va haver a partir de la fi del segle xii una petita fortificació defensiva de fusta, que a la dècada del 1640 fou reconstruïda amb pedra. Aquesta fortificació, anomenada Skansen (literalment, «el fortí»), defensava la ciutat per l'occident. Encara són visibles les seves restes i alguns canons que actualment són un parc.
La fortalesa de Sió, coneguda també com a Sverresborg, fou construïda amb pedra i fusta pel rei Sverre el 1182 per protegir la ciutat dels seus rivals durant l'era de les guerres civils. Desmantellada des del segle xiii, en l'actualitat només perviuen els seus fonaments al turó on s'assentava aquesta fortalesa, la més antiga de la qual es té notícia a la ciutat.
Davant del port, al fiord, se situa un petit illot anomenat Munkholmen, amb tota la seva àrea ocupada per una fortificació. En aquesta illa es va fundar un monestir benedictí al segle xii. Amb la desaparició de l'orde monàstic durant la reforma, en el seu lloc s'hi va erigir la fortalesa actual, que va funcionar també com a presó. Actualment és una àrea de recreació.

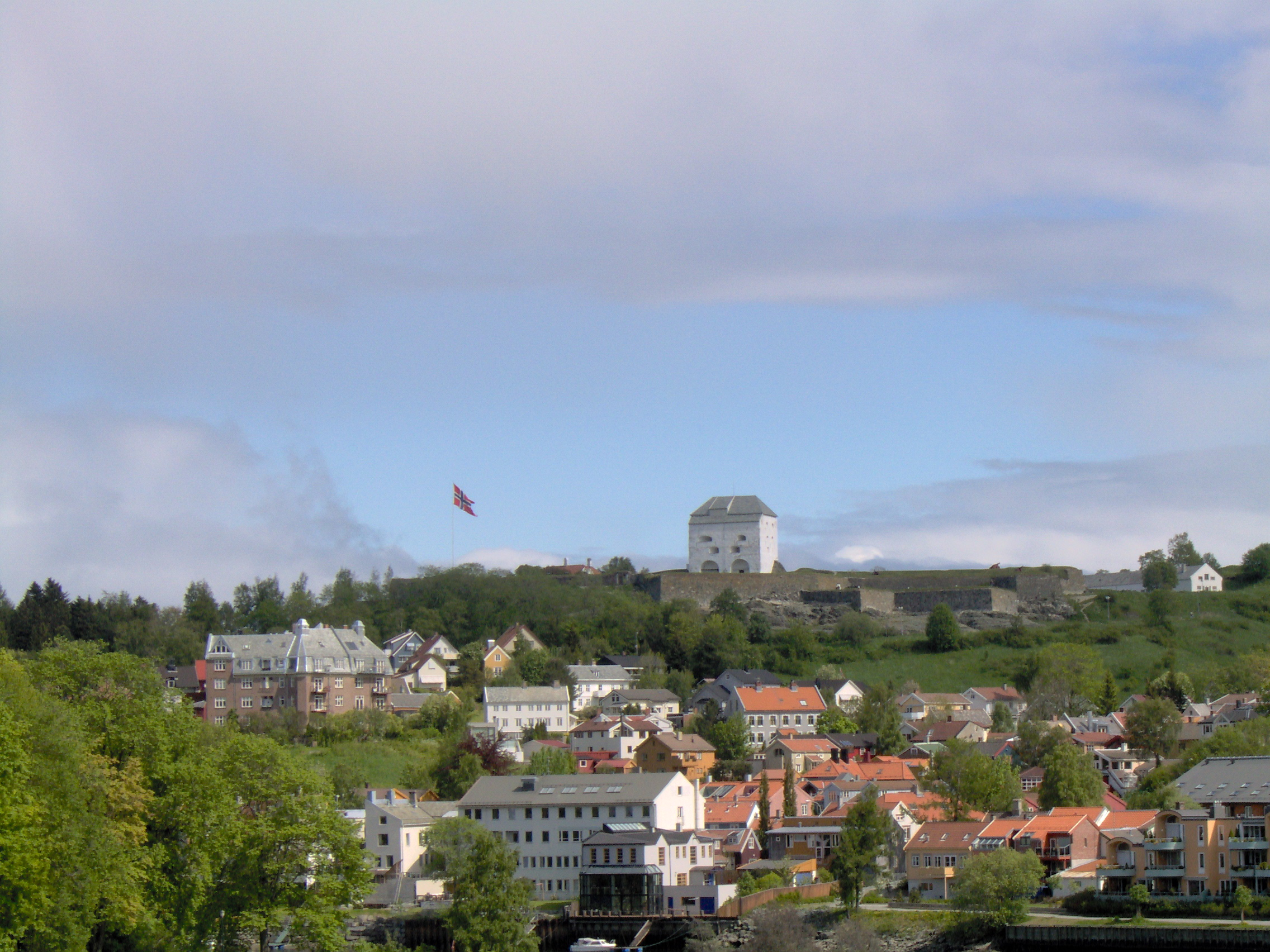
La fortalesa de Kristiansten.

La fortalesa de Kristiansten deu el seu nom al rei Cristià V. Fou construïda en la segona meitat del segle xvii sobre un turó per protegir la ciutat per l'orient. És una fortalesa amb bastions amb una torre de l'homenatge força ben conservada. Fou fonamental en la defensa de Trondheim durant la Gran Guerra del Nord, en la qual tropes sueques van envair Noruega el 1716. Durant la Segona Guerra Mundial fou utilitzada pels nazis com lloc d'execució d'opositors.
Finalment, el búnquer Dora és una construcció nazi que va servir de base per a submarins alemanys durant la Segona Guerra Mundial.

#### Altres monuments

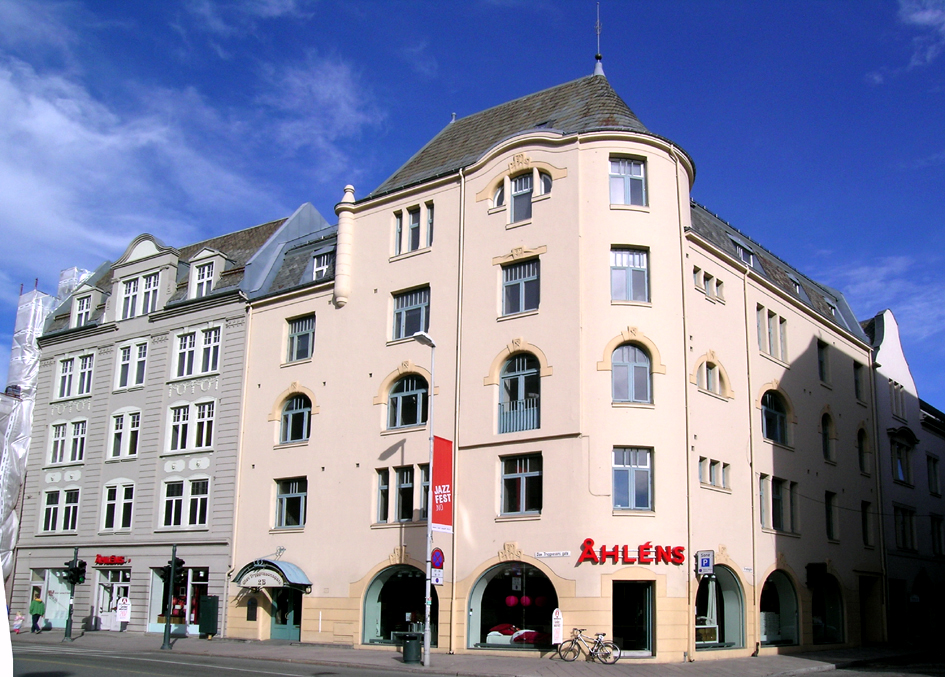
Jugendkvartalet («façana modernista»).

Diversos edificis d'estil historicista, eclèctic i modernista al pas del segle xix i el segle xx són part del patrimoni arquitectònic i històric de la ciutat, i diversos d'ells estan protegits per la llei. Entre ells s'hi troben l'edifici principal de la Biblioteca Pública de Trondheim (l'antic ajuntament), el Museu Nacional de Justícia, la casa Ringve, el Pont Vell i l'edifici de la cervesera EC Dahl. Altres edificis d'aquest període dignes de menció són l'edifici del Banc de Dades Biològiques, d'Olaf Nordhagen; la sinagoga; l'asil per a mariners; l'Hotel Britannia i l'edifici Mathesongården. En el modernisme, els millors exemples són potser la casa de la fundació EC Dahl, avui delegació del govern de Noruega, i el bloc d'edificis conegut com a Jugendkvartalet (construcció modernista), encara que també es pot esmentar l'església de Lademoen, una església de gran grandària que sembla una barreja entre modernisme i neoromànic.

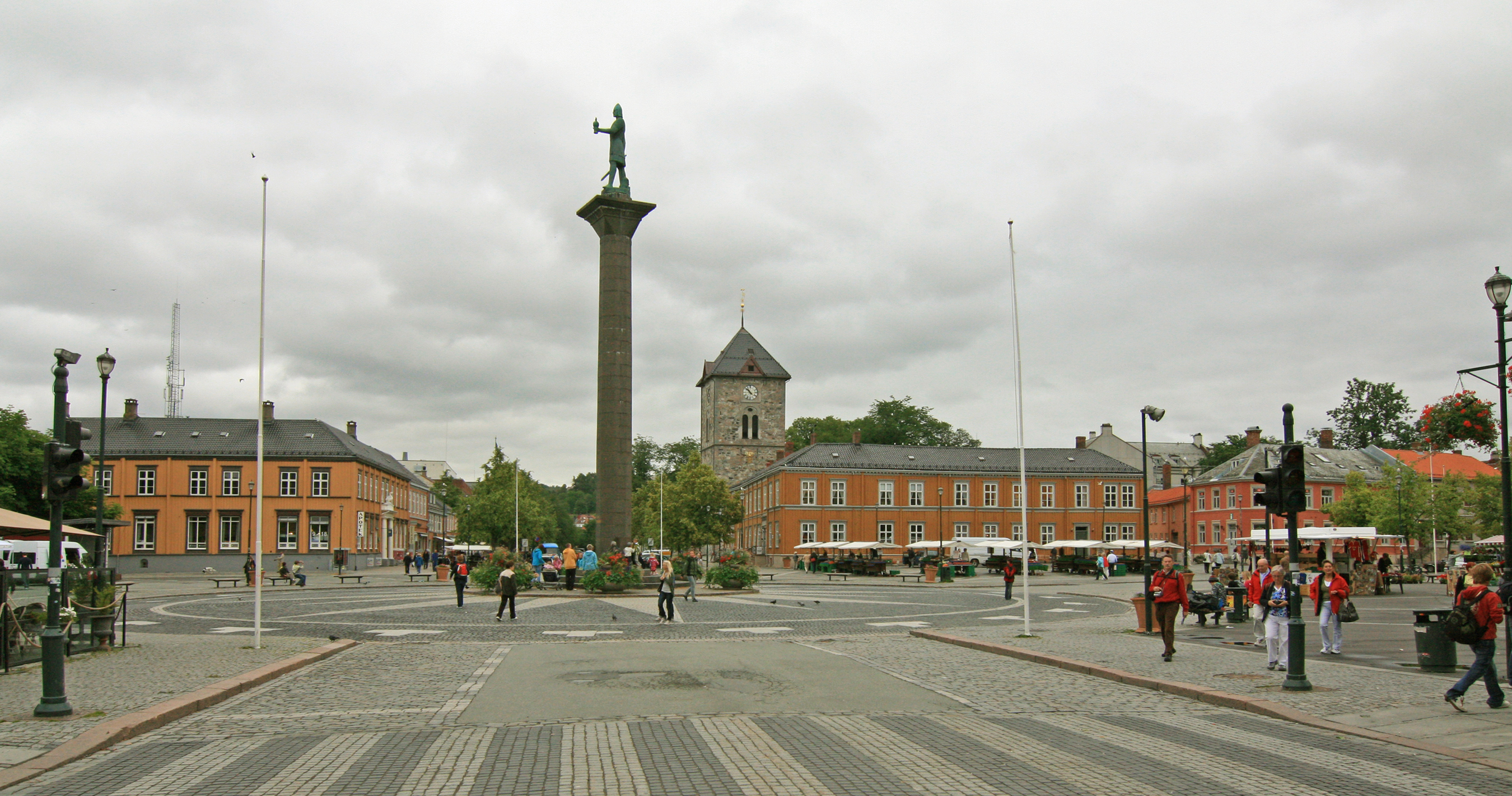
La columna d'Olaf Tryggvason, a la plaça de la vila (Torget).

#### Escultura
L'escultura urbana a Trondheim intenta honrar personatges històrics. Així doncs, en els llocs públics es troben estàtues en honor de reis, herois nacionals i filantrops locals, així com monuments escultòrics en honor dels caiguts en la Segona Guerra Mundial, que inclouen memorials a l'holocaust jueu. La columna d'Olaf Tryggvason, obra de Wilhelm Rasmussen a la plaça central, és potser l'escultura més coneguda de la ciutat. A la seva base hi ha un rellotge de sol. Una altra escultura famosa és la de L'últim viking, de Nils Aas, que rememora la novel·la homònima de Johan Bojer i està emplaçada a la plaça de Ravnkloa, al costat del fiord. L'estàtua de Leif Eriksson (1997), d'August Werner, fou un regal de la comunitat noruega de Seattle, als Estats Units, com a commemoració dels mil anys de la fundació de Trondheim i del descobriment viking d'Amèrica.

### Educació i investigació

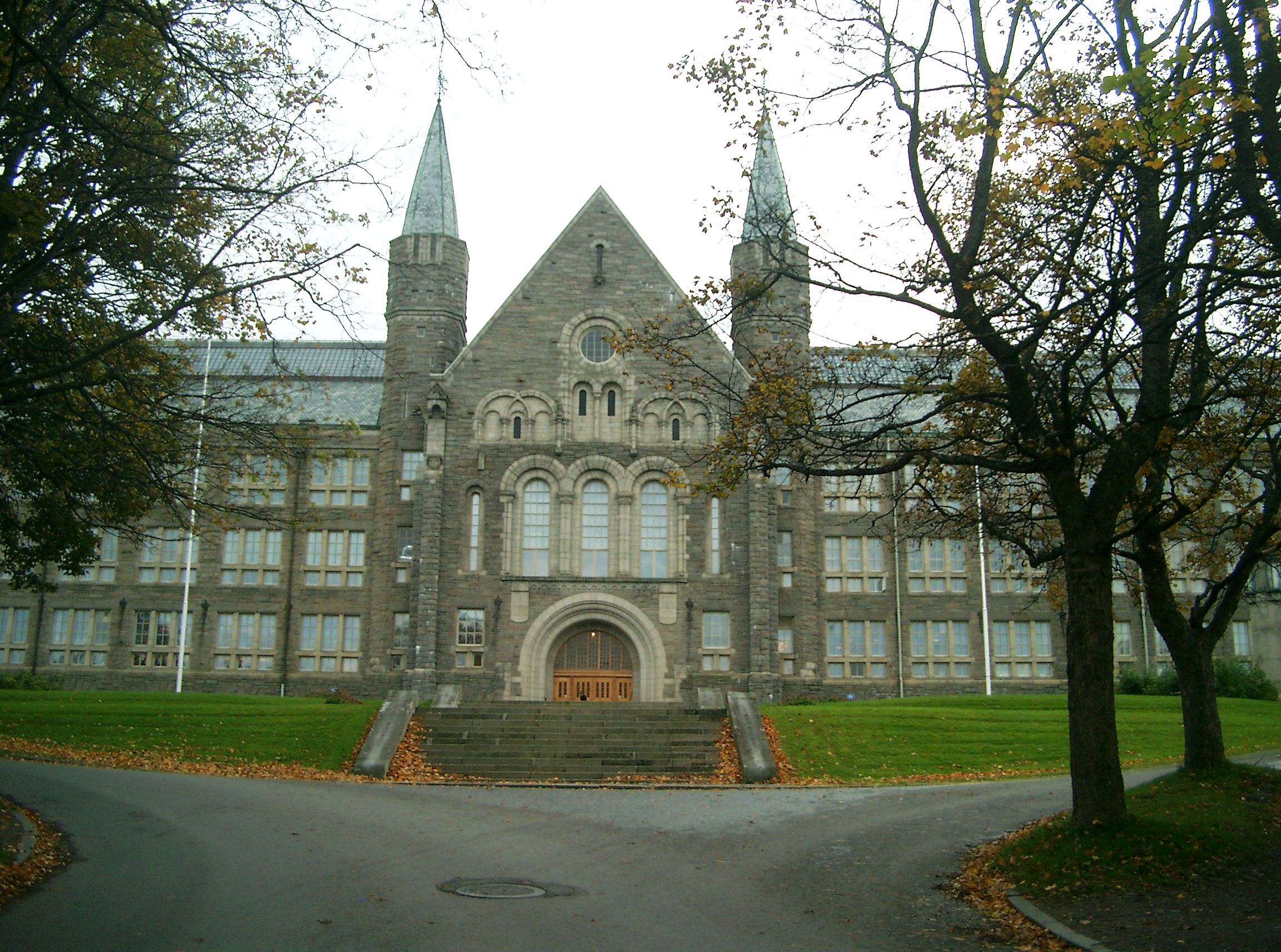
Universitat Noruega de Ciència i Tecnologia.

A la ciutat hi ha actualment onze escoles de batxillerat (gymnasium), entre les quals hi ha l'Escola Catedralícia de Trondheim, fundada el 1152, que destaca per ser el centre educatiu més antic de Noruega.
Trondheim és la seu de la Universitat Noruega de Ciència i Tecnologia (Norges Teknisk-Naturvitenskapelige Universitet, abreujat com a NTNU), una institució nacional i la segona més gran de Noruega, amb uns 20.000 estudiants. La universitat compta amb diversos campus a tota la ciutat, especialitzats en enginyeria i ciències; ciències socials i humanitats, ciències naturals, tecnologia marina, a més de l'Hospital Universitari Sant Olaf per a medicina; l'Acadèmia d'Arts de Trondheim per a les arts visuals, i el Conservatori de Trondheim per música. La universitat compta a més amb la biblioteca de llibres d'enginyeria més gran de tota Noruega.
Una altra institució pública de prestigi és la Universitat de Sør-Trøndelag (Høgskolen i Sør-Trøndelag, abreujat HiST), amb 7.000 estudiants matriculats i 6 campus. Tant la NTNU com el HiST reben quotidianament milers d'estudiants procedents de tot el país, la qual cosa significa que la població de la ciutat és una mica més gran del que reflecteixen les xifres oficials.

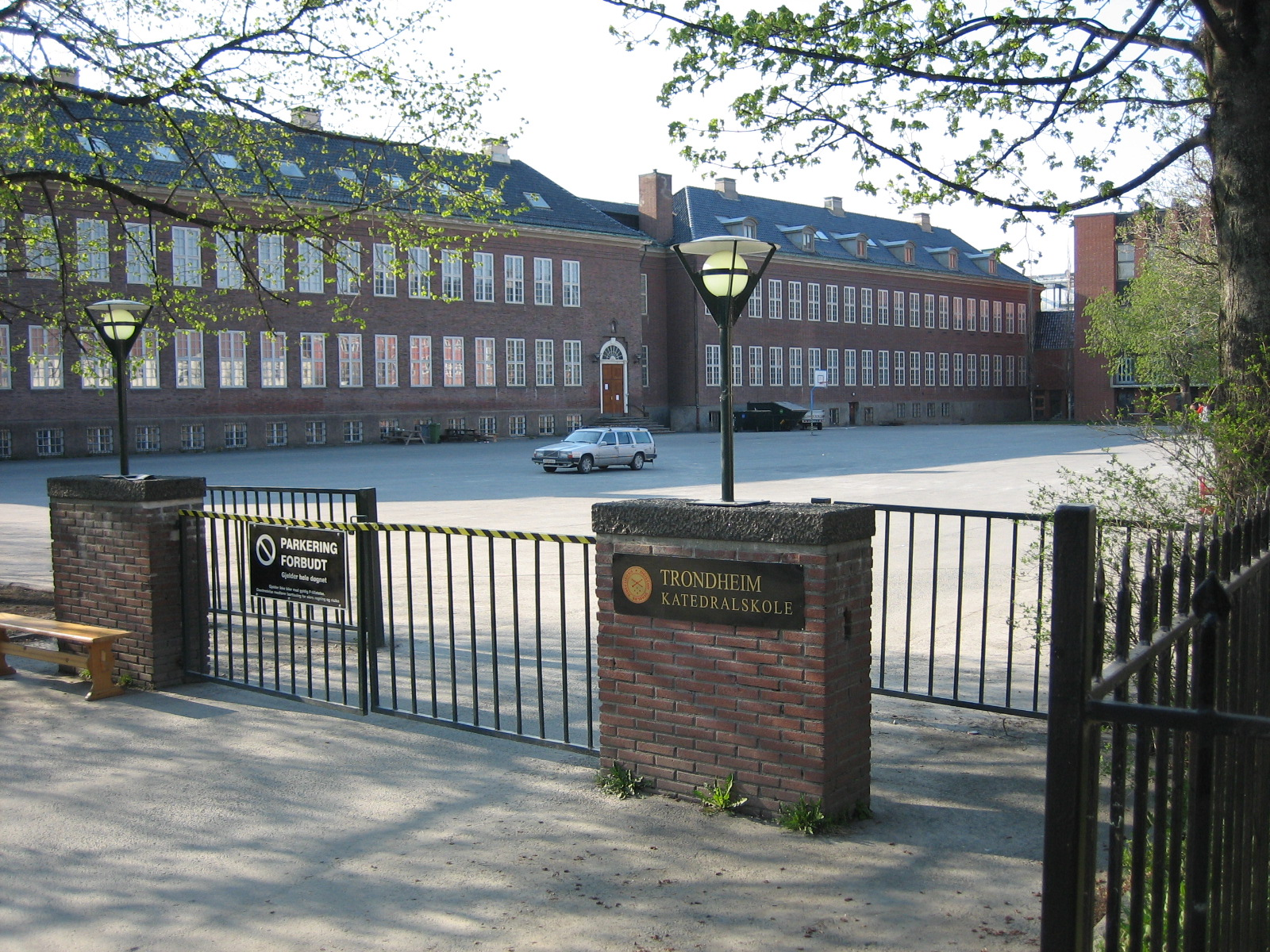
Escola Catedralícia de Trondheim, l'escola més antiga de Noruega.

Dues escoles dignes de menció són de caràcter privat. Una d'elles és un campus de la prestigiosa Escola de Comerç BI, i l'altra és el Col·legi Reina Maud per a l'Ensenyament preescolar, l'únic especialitzat en formació de professors d'educació preescolar i una de les més antigues del ram, finançada per l'Església de Noruega.
SINTEF, l'organisme d'investigació independent més gran d'Escandinàvia, té 1.800 empleats, dels quals 1.300 es troben a Trondheim. La companyia petroliera Statoil té un centre d'investigació a la ciutat. Finalment, l'Acadèmia de la Reial Força Aèria Noruega es localitza a Kuhaugen.

#### Les noves tecnologies
Trondheim és una de les ciutats amb més penetració de les noves tecnologies a escala mundial, particularment pel que fa a l'accés a Internet. Això ha estat propiciat principalment per la universitat NTNU, que va ser una de les primeres entitats a connectar-se a Internet (de fet, aquesta universitat disposava en el seu moment d'una adreça IP de classe A).
L'alt nivell d'accés a les noves tecnologies, juntament amb el gran nombre d'enginyers informàtics formats anualment a la ciutat ha propiciat que a Trondheim s'hi hagin instal·lat diverses empreses, com Google, Yahoo, Opera o Sun Microsystems.

### Literatura, cinema, art i música

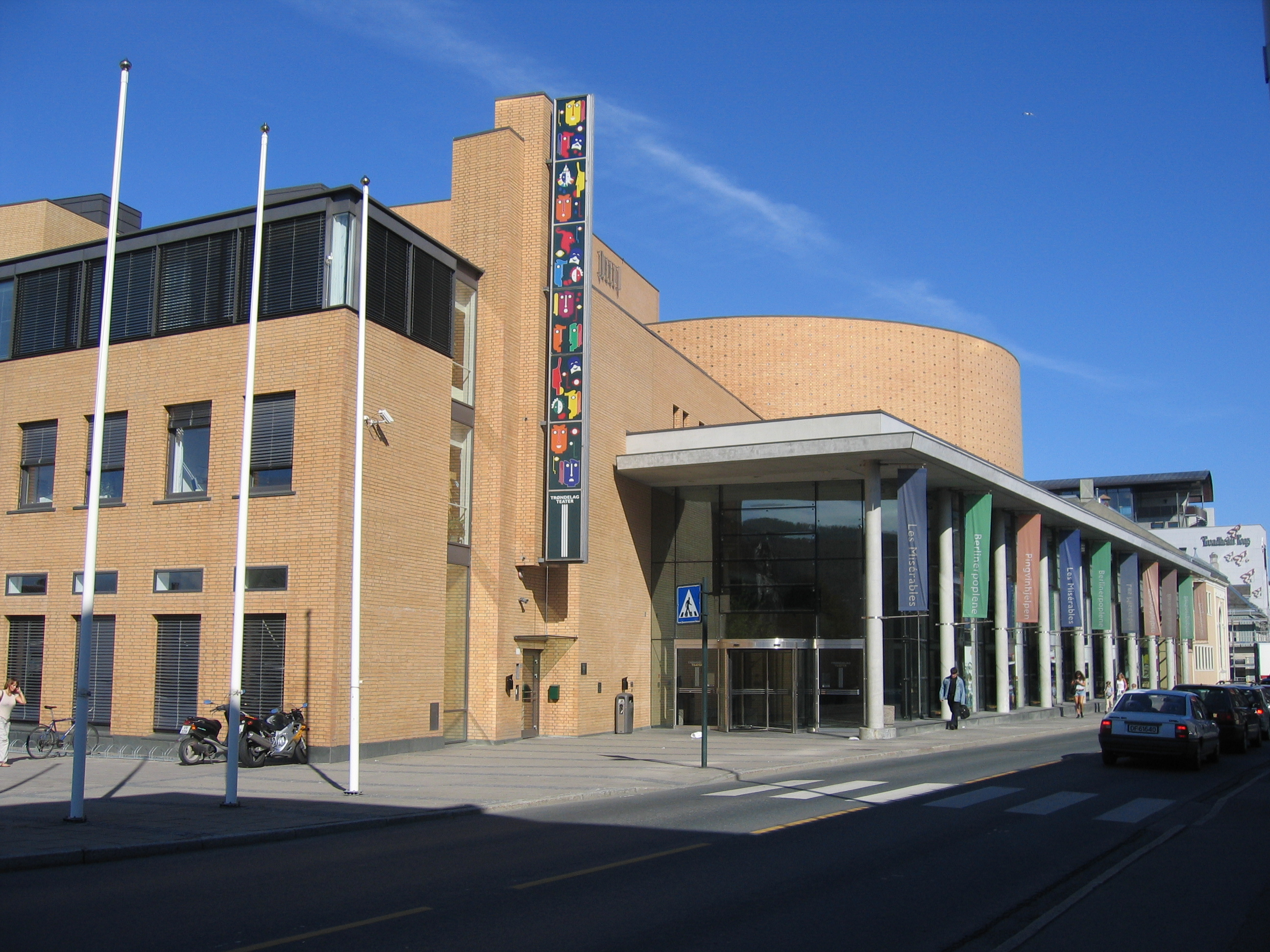
El Teatre de Trøndelag.

La Biblioteca Pública de Trondheim va ser inaugurada el 1908 i és a més la biblioteca pública que dona servei a tot Sør-Trøndelag. El seu immoble principal és el vell ajuntament i compta amb cinc sucursals a la ciutat. El servei de préstec mou aproximadament 1.130.000 volums anualment.
El Teatre de Trøndelag és el principal teatre regional, i data des del 1816, encara que el 1997 va ser traslladat a noves i modernes instal·lacions. Pot albergar representacions teatrals, de dansa i musicals de gran escala. Hi ha altres teatres a Trondheim, com l'Avant Garden i el Fusentast.
La NTNU compta amb la seva pròpia companyia de dansa. Hi ha també associacions que promouen les danses folklòriques, així com clubs independents de diversos gèneres.

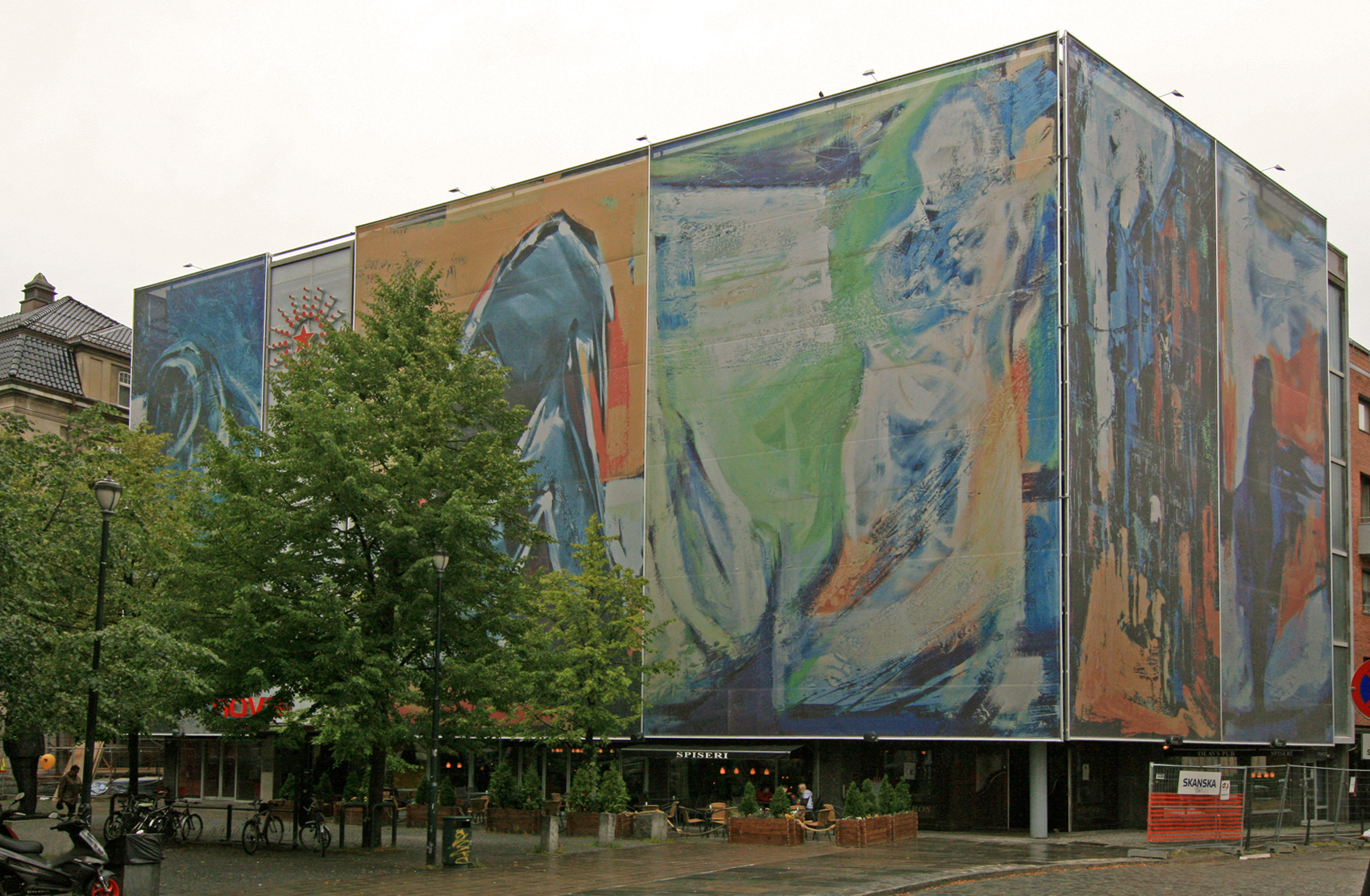
El cinema Nova kinosenter.

Els dos cinemes de Trondheim, Prinsens kino i Nova kinosenter pertanyen a la companyia municipal de cinema de Trondheim (Trondheim kino), fundada el 1918. En conjunt compten amb 13 sales de diferents mides, que també poden utilitzar-se amb altres fins culturals i socials. La companyia organitza anualment el festival internacional Kosmorama, durant la primera meitat de març. El Cineclub de Trondheim i la Cinemateket són dues organitzacions independents que formen part de l'Associació de Cineclubs Noruecs. El primer fa ús del vell cinema Rosendal, un immoble dels anys 1920, i la segona de la Nova kinosenter i de l'església de la Mare de Déu.
A Trondheim hi ha una àmplia comunitat musical de rock, jazz i música clàssica. Els dos últims gèneres són encapçalats pel conservatori de la Universitat i l'escola de música municipal, i els aparadors més coneguts són l'Orquestra Simfònica de Trondheim i l'ensamble dels Solistes de Trondheim (Trondheimsolistene). Entre els artistes clàssics procedents de la ciutat poden citar-se els violinistes Arve Tellefsen, Elise Båtnes i Marianne Thorsen, i el Cor de Nens de la Catedral de Nidaros. El tubista Øystein Baadsvik, amb gran projecció internacional, va néixer i va iniciar els seus estudis a Trondheim.
Artistes i bandes de pop/rock relacionats amb Trondheim són Åge Aleksandersen, Margaret Berger, Dumdum Boys, Gate, Keep of Kalessin, Lumsk, Motorpsycho, Kari Rueslåtten, The 3rd and the Mortal, TNT, Tre Sma Kinesere, The Kids, i Malin Reitan.
L'equip de producció musical Stargate va tenir els seus orígens a Trondheim.

### Festivals

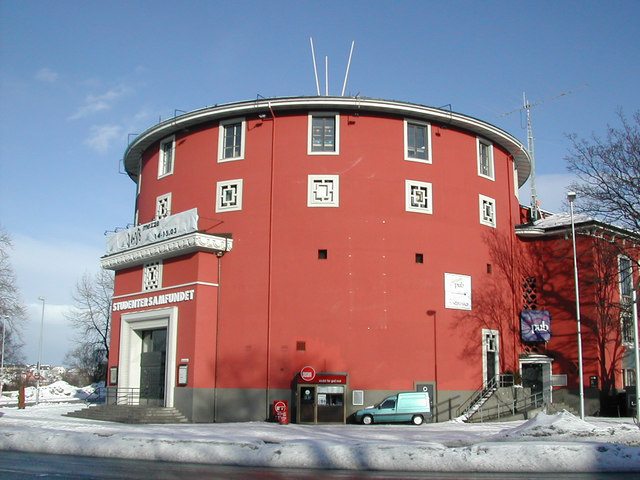
Edifici de l'Associació d'Estudiants de Trondheim.

El festival més important de Trondheim és el Festival de Sant Olaf (Olavsfestdagene), que té lloc durant 10 dies al voltant del 29 de juliol, dia de Sant Olaf. Aquesta celebració d'orígens patronals integra exhibicions musicals de diversos gèneres i peces teatrals que es desenvolupen en els principals llocs culturals de la ciutat i reuneixen diversos centenars d'artistes noruecs i internacionals. També hi ha celebracions religioses, recreacions medievals i una fira comercial.
Altres festivals importants són el Festival de Jazz de Trondheim, celebrat a la segona setmana de maig, i el Festival de Música de Cambra, a final de setembre.
Com prop d'una cinquena part de la seva població són estudiants, Trondheim té molta influència quant a la cultura estudiantil. De fet, l'Associació d'Estudiants de Trondheim és la més gran de tota Noruega. La cultura estudiantil de Trondheim es caracteritza per la seva llarga tradició de voluntariat, i en l'organització de l'associació hi participen més de 1.200 voluntaris. Els estudiants de Trondheim organitzen també dos grans festivals culturals cada dos anys: l'UKA (La Setmana), el festival cultural de Noruega, i l'ISFiT (Festival Estudiantil Internacional de Trondheim), que amb els seus temes globals atrau a la ciutat representants de desenes de països i personalitats de reputació internacional.
Els estudiants de Trondheim són membres de l'Associació per al Benestar dels Estudiants de Trondheim, un dels 25 òrgans del seu tipus al país.

### Museus

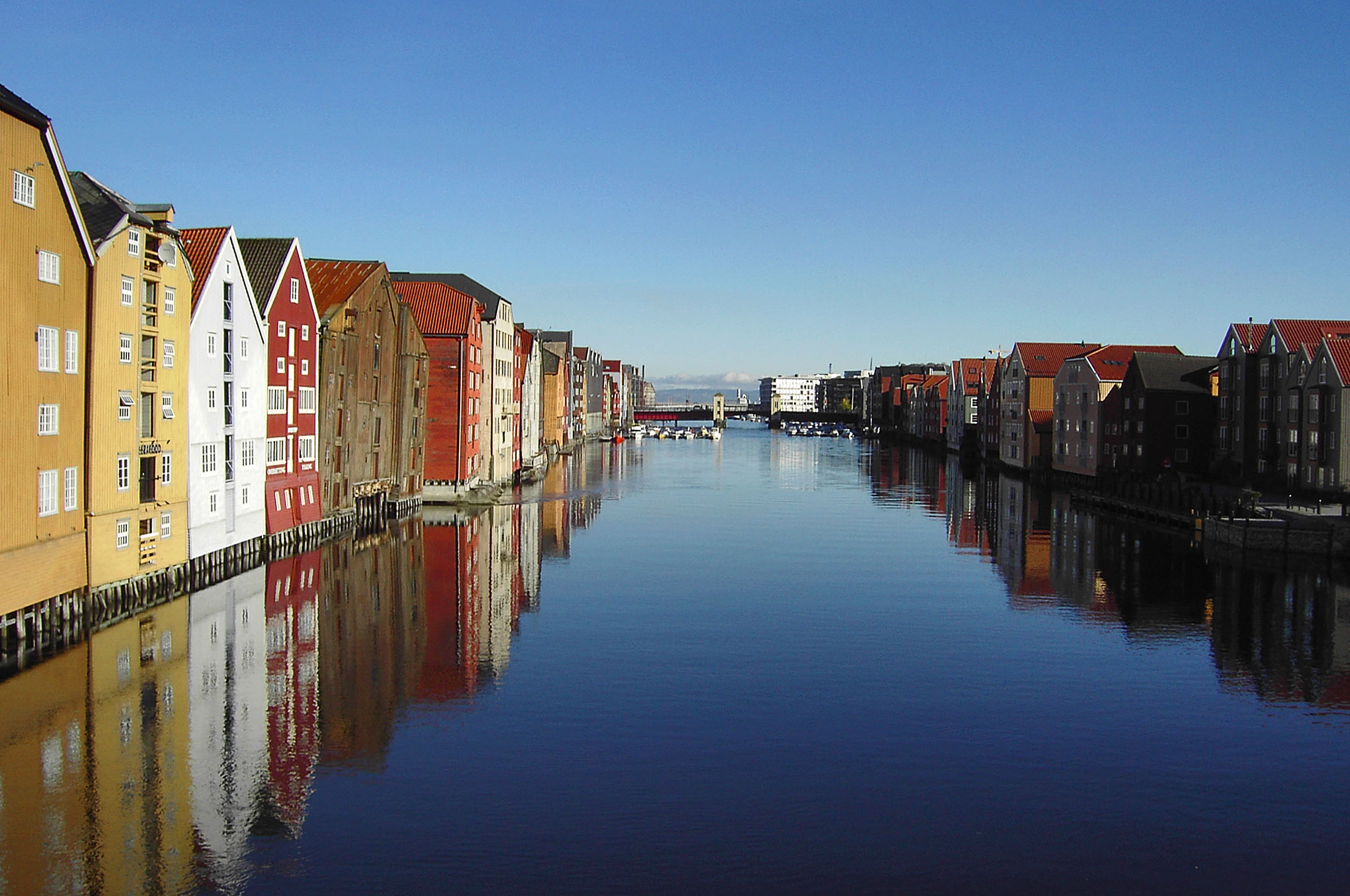
El riu Nidelva al seu pas per Trondheim.

La ciutat de Trondheim compta amb una desena de museus. El Museu de les Arts de Trondheim té la tercera millor col·lecció d'art del país, principalment art noruec dels últims 150 anys. El Museu Nacional d'Arts Decoratives compta amb una gran col·lecció d'arts decoratives i disseny, incloent-hi un gran nombre de tapissos de l'artista noruega Hannah Ryggen, exhibint els tapissos només a Noruega de les arts i artesanies japoneses. Sverresborg, també anomenat Sió després de la construcció del castell del Rei David a Jerusalem, va ser una fortificació construïda per Sverre Sigurdsson. Ara és un museu a l'aire lliure que consta de més de 60 sales. El castell fou construït en el període 1182-83, però no va durar gaire temps, ja que es va cremar el 1188. No obstant això, la Saga de Sverre indica que havia estat restaurat el 1197.
Altres museus destacats són el Museu de les Ciències de Trondheim (noruec: Vitensenteret i Trondheim), un centre científic d'experiència pràctica, i el Museu d'Història Natural i Arqueologia, que és part de la Universitat Noruega de Ciència i Tecnologia. També hi ha una varietat de petits museus d'història, ciència i història natural, com el Museu Marítim de Trondheim; l'Armeria, al costat del Palau de l'Arquebisbe; el Museu de Ringve; el Museu del Tramvia de Trondheim i el Museu Jueu, ubicat al costat de la sinagoga, que és un dels més septentrionals del món.
També és destacable el Centre Nacional de Pop i Cultura del Rock de Rockheim Arxivat 2014-02-15 a Wayback Machine., que es va inaugurar al moll de la ciutat l'agost del 2010. Es troba a l'interior d'un edifici antic, però es caracteritza per un sostre fàcilment recognoscible en forma de caixa. "La caixa" és adornada per milers de petits llums que canvien de color, i és un punt de referència en el paisatge urbà de la ciutat, especialment en les fosques nits d'hivern.

## Societat

### Mitjans de comunicació

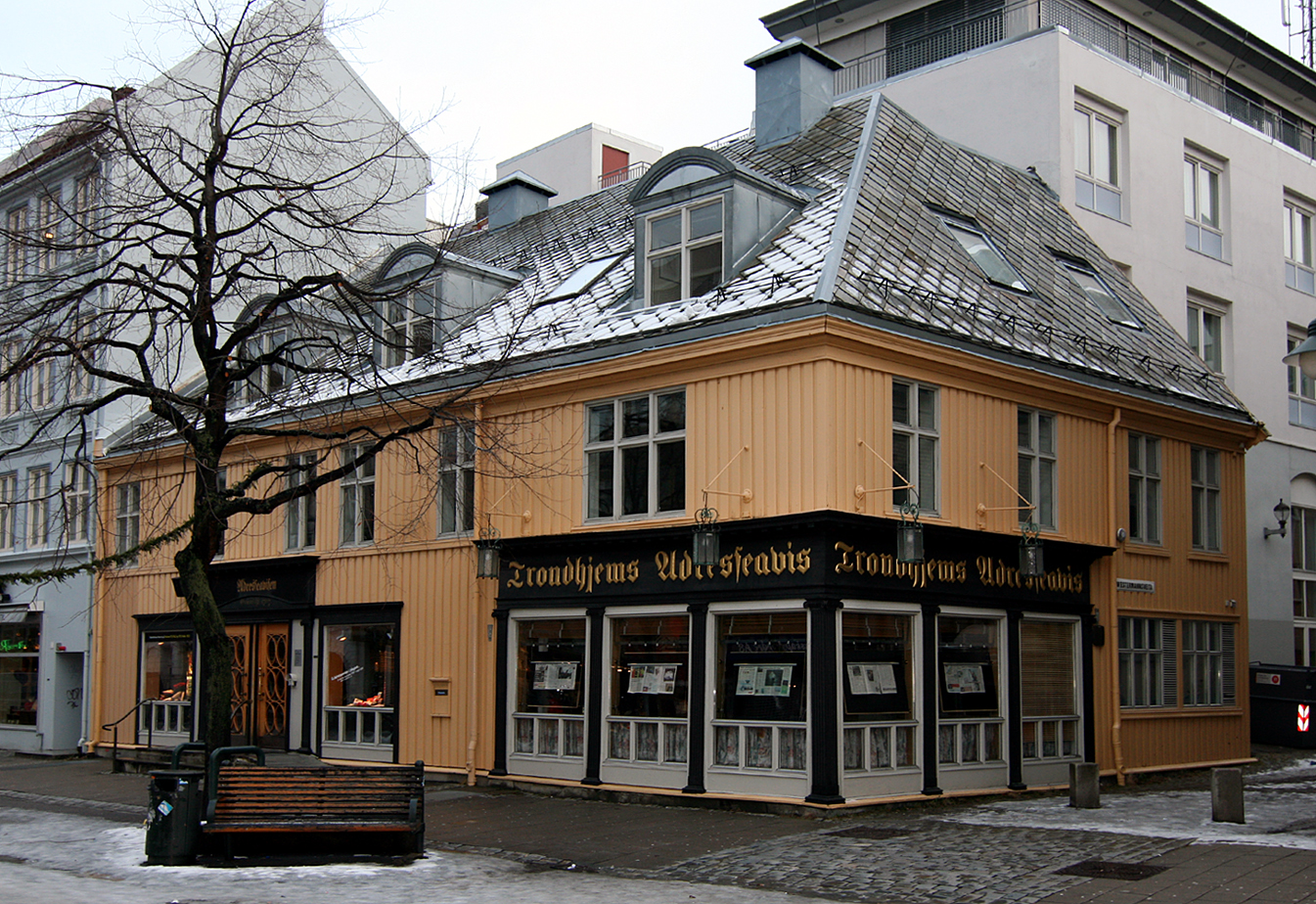
Antiga seu de l'Adresseavisen, al centre de Trondheim.

Trondheim és el centre de comunicacions de l'àrea de la Noruega Central. Les dues empreses dominants a la ciutat són el conglomerat Adresseavisen, que cotitza a la Borsa d'Oslo i té la seu a Heimdal, i NRK, que té al districte de Tyholt una de les seves dues seus nacionals (l'altra és a Oslo), així com la redacció de dos canals de ràdio de cobertura nacional.

#### Periòdics
El principal i actualment únic diari de la ciutat és l'Adresseavisen, fundat el 1767, que és el diari més antic de tota Noruega. Anteriorment n'hi havia hagut més, com ara l'Avisa Trondheim (originalment Arbeider-Aviseu), que va deixar de publicar-se el 1996; el Trondheimsavisa (originalment Venstreavis, després Nidaros), fins al 1991; el Dagsavisa, de 1945 a 1954; el Ny Tid, de 1899 a 1947. El diari més gran de la ciutat era fins a la Segona Guerra Mundial el Dagsposten, que va existir de 1877 a 1945. També hi ha el Byavisa, un setmanari gratuït fundat el 1996 que es publica cada dimarts. Finalment, el diari Under Dusken és un mitjà informatiu estudiantil que surt cada dos dimarts.

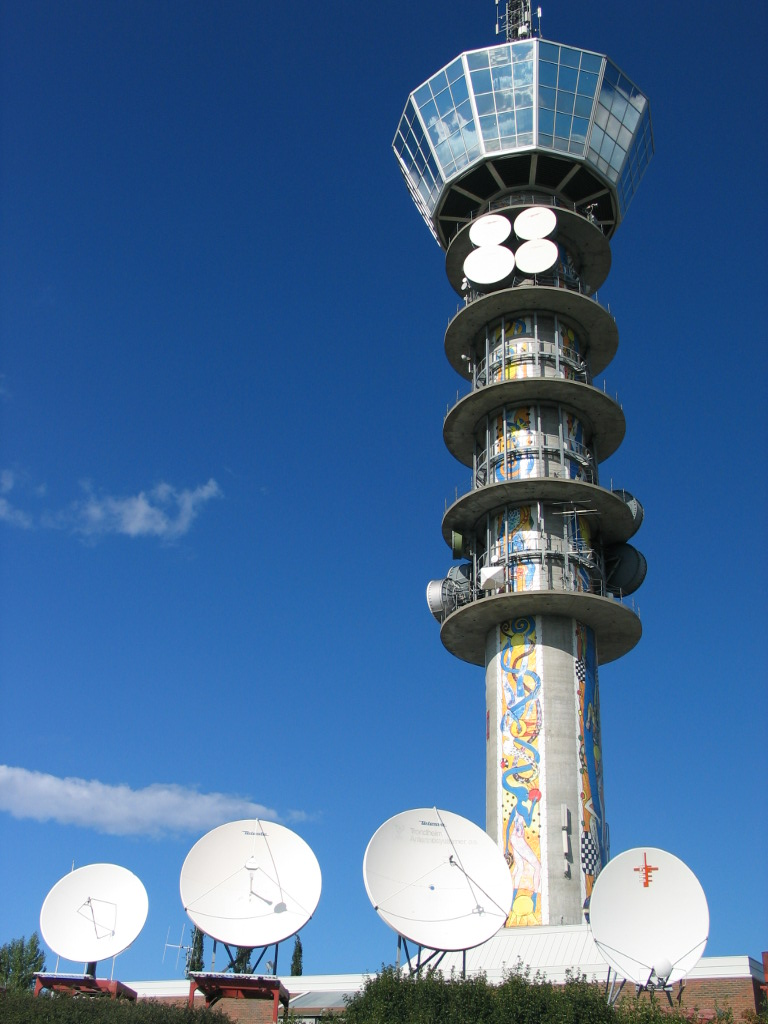
La Tyholttårnet («Torre Tyholt»).

#### Televisió
Quant a televisió destaca el local Midnight, l'àmbit del qual és el comtat de Sør-Trøndelag. Des del 2009 és part del canal nacional NRK1, any en què va deixar de ser el canal de televisió propi TV-Adressa.

#### Ràdio
El canal NRK té a Trondheim la seu de dos dels seus canals nacionals (P1 i P3), així com el canal musical NRK MP3. A més de les emissions locals de NRK, Trondheim té també diverses estacions de ràdio locals, entre d'altres Radioadressa, que és propietat d'Adresseavisen. Ràdio Revolt és l'estació dels estudiants de Trondheim, estretament connectada a l'Associació d'Estudiants de Trondheim i a l'Associació per al Benestar dels Estudiants.

### Esports i recreació

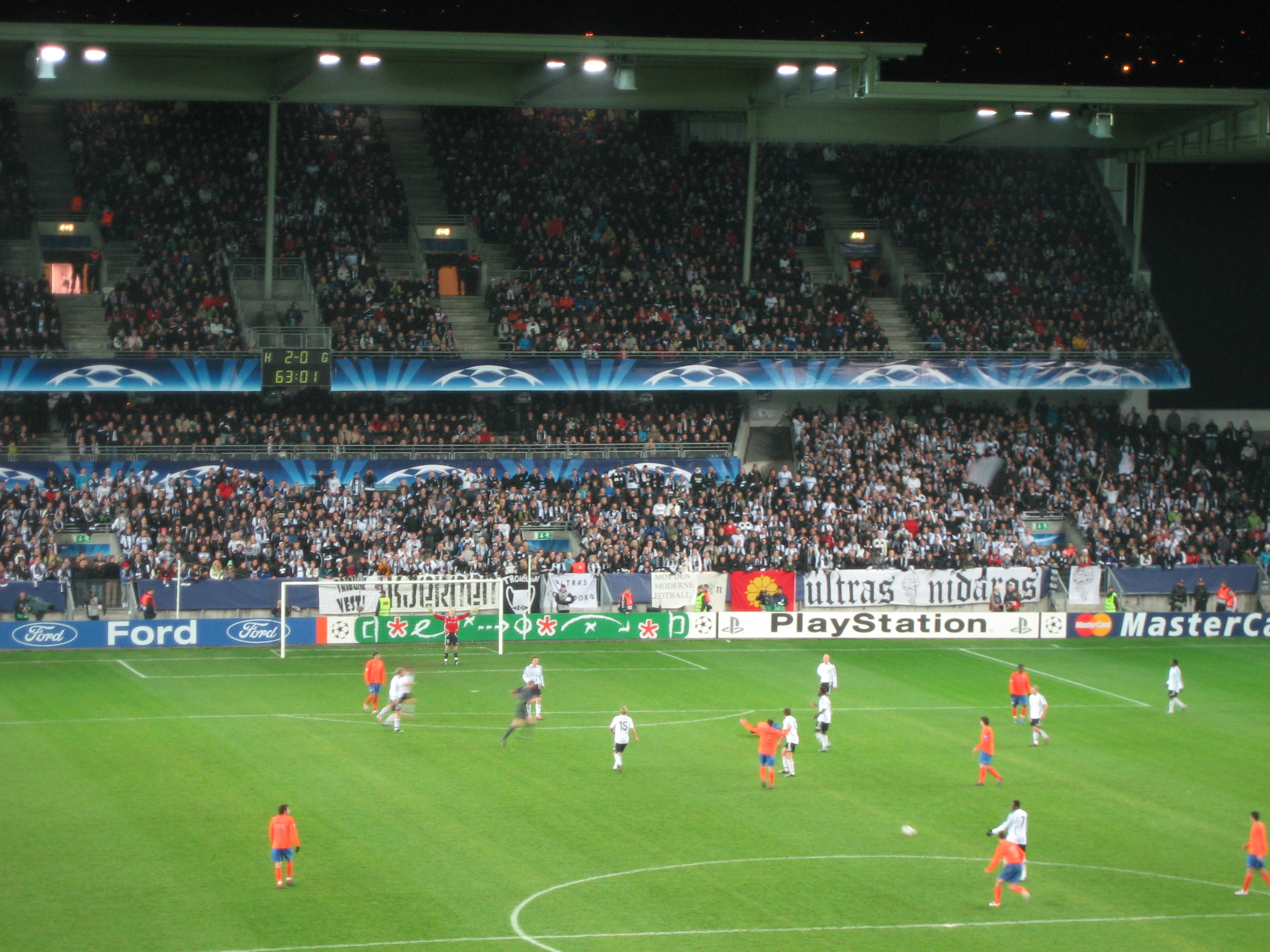
El Rosenborg (de blanc i negre) contra el València, en un partit de la Lliga de la UEFA a Lerkendal Stadion (2007).

Trondheim és la seu del Rosenborg BK (abreujat RBK), un equip de futbol procedent del barri de Rosenborg i el que més títols ha guanyat a la Tippeligaen de Noruega. A més, és un dels equips europeus amb més participacions en la Lliga de Campions de la UEFA. El seu estadi és el Lerkendal Stadion. El club de futbol més antic de Trondheim, però, és el FK Kvik, fundat el 1900 i actualment part de la tercera divisió.
Trondheim tenia el 2010 dos clubs a la Toppserien, la lliga més gran de futbol femení: el Trondheims-Orn (literalment, «àguiles de Trondheim») i el Kattem Idrettslag. El primer és un dels clubs femenins de futbol més famosos de Noruega i té el rècord de títols a la Toppserien.
El club esportiu més gran de Trondheim i un dels més grans de Noruega és l'NTNUI, el club universitari de la NTNU, que compta amb 10.000 membres i més de 50 esports. Altres clubs esportius importants són el Byåsen Idrettslag i el Strindheim Idrettslag, que igual que el Trondheims-Orn i el Kattem Idrettslag tenen opcions esportives com futbol, handbol i atletisme, entre altres esports, tant en categoria femenina com en masculina i per a diverses edats.

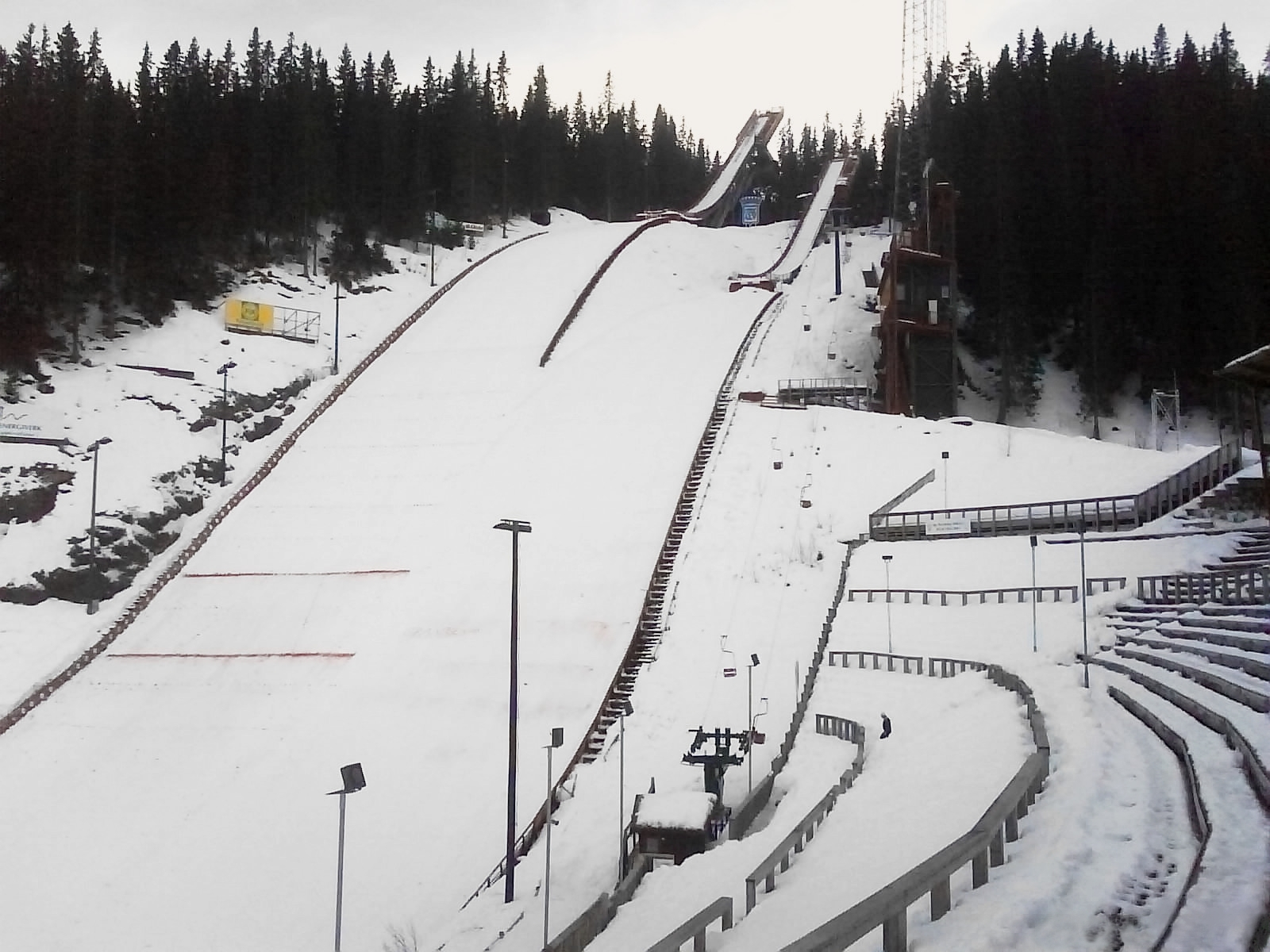
La plataforma de salt d'esquí de Granåsen.

Hi ha una intensa activitat d'esports d'hivern. El Trondhjems Skiklub (en català, «club d'Esquí de Trondhjem»), fundat a final del segle xix, és el club consagrat a aquestes activitats. Als barris de Bymarka i d'Estenstadmarka s'hi realitzen competicions i proves d'esquí de fons, així com a la plataforma de salt d'esquí de Granåsen. També hi ha la possibilitat de practicar esquí alpí a la muntanya de Vassfjellet. Trondheim va ser la seu del Campionat Mundial d'Esquí Nòrdic del 1997. Al febrer del 2004 es va celebrar el Campionat Mundial d'Esprint pels carrers de la ciutat i el 2006 es va dur a terme el Campionat Nacional de Biatló.
El club d'hoquei sobre gel Rosenborg juga a la Primera Divisió (la segona categoria), i és successor del Trondheim Black Panthers, desaparegut el 2008, que va ser campió de la lliga d'elit una vegada.
El senderisme és una activitat popular a les àrees muntanyenques pròximes a la ciutat, com a Trollheimen, Dovrefjell i Sylane. Existeix també un camp de golf de 9 forats en el límit de Bymarka i un altre de 18 forats en la rodalia de Byneset.
La pesca de salmó gaudeix també d'adeptes. El rècord al riu Nidelva és d'un salmó de 31,8 kg. El riu Gaula, un dels millors rius per a pescar salmó a Europa, desemboca a Gaulosen (una ramificació del fiord de Trondheim), al municipi de Trondheim, al sud del centre de la ciutat.

## Transports

### Ports i aeroport

#### Port de Trondheim

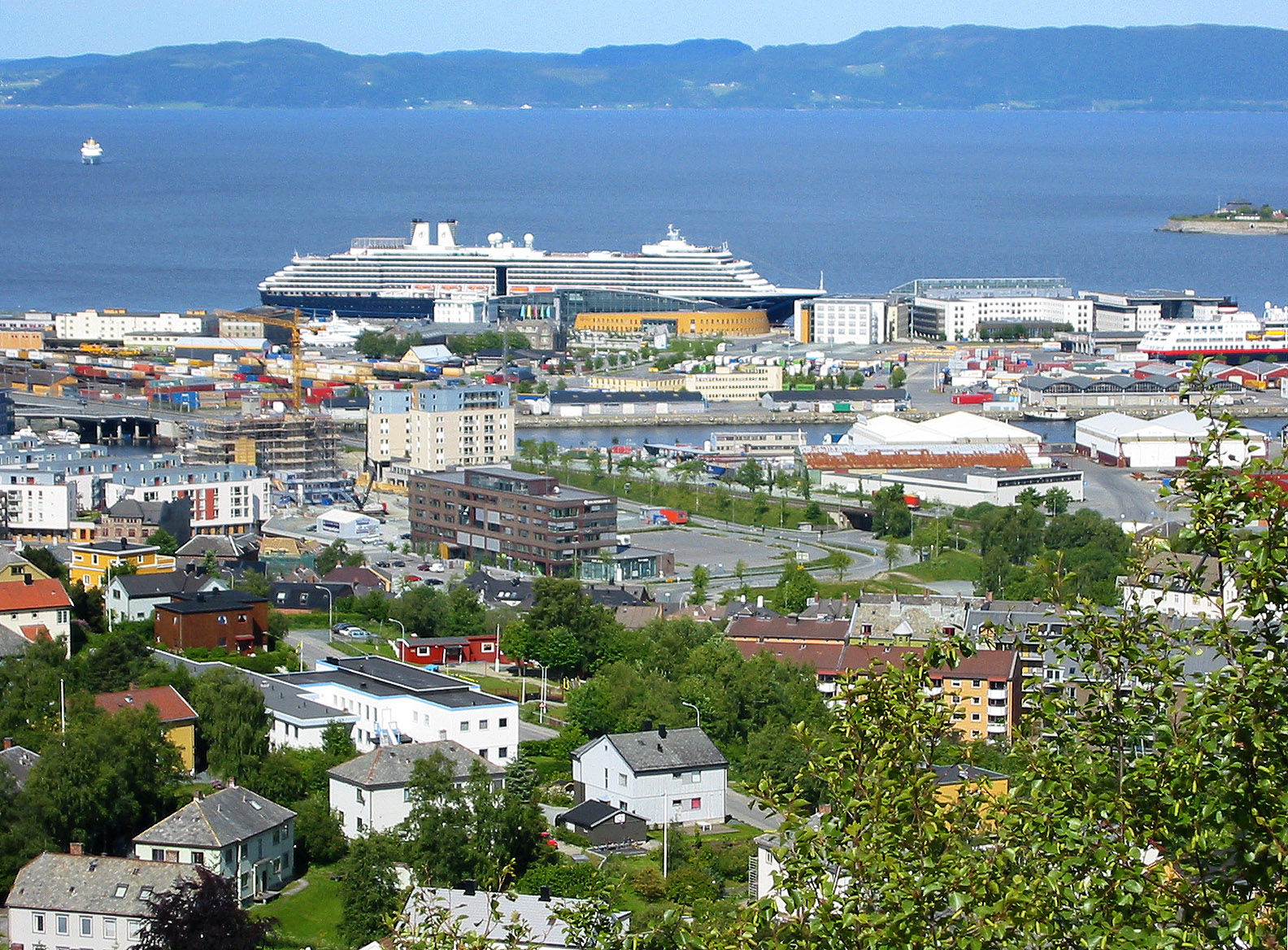
Creuer i vaixell de la Hurtigruten ancorats al port de Trondheim.

El port de Trondheim és un dels ports marítims més importants de Noruega. Aquest complex portuari mou prop de dos milions de tones de mercaderies i 2 milions de passatgers anualment. El port forma part d'una associació intermunicipal que inclou també els ports de Stjørdal i Orkdal i que s'encarrega de controlar les operacions de manera coordinada. A Brattøra, una de les cinc zones portuàries de Trondheim, hi ha connexió intermodal amb ferrocarril i autobusos. Poc més de 31.000 passatgers, repartits entre una mitjana de 60 creuers turístics, arriben al port de Trondheim anualment.
El transport de passatgers per via marítima ha decaigut en favor de les carreteres i el ferrocarril, però encara conserva una importància turística. A més, segueix sent la millor opció de comunicació entre Trondheim i els municipis de la península de Fosen, i l'única entre la ciutat i les illes de Hitra i Frøya. En aquest aspecte, hi ha rutes diàries de catamarans i transbordadors al llarg del fiord, que arriben a localitats tan meridionals com Kristiansund. El servei de transbordadors transporta aproximadament 1,5 milions de vehicles anualment.
La Hurtigruten, el servei exprés de passatgers al llarg de la costa occidental noruega, té dues arribades diàries a Trondheim, una en direcció al sud i una altra al nord. La ruta va ser inaugurada el 1893 precisament per comunicar a Trondheim amb la costa septentrional noruega, però al segle xx la terminal sud es va desplaçar fins a Bergen.

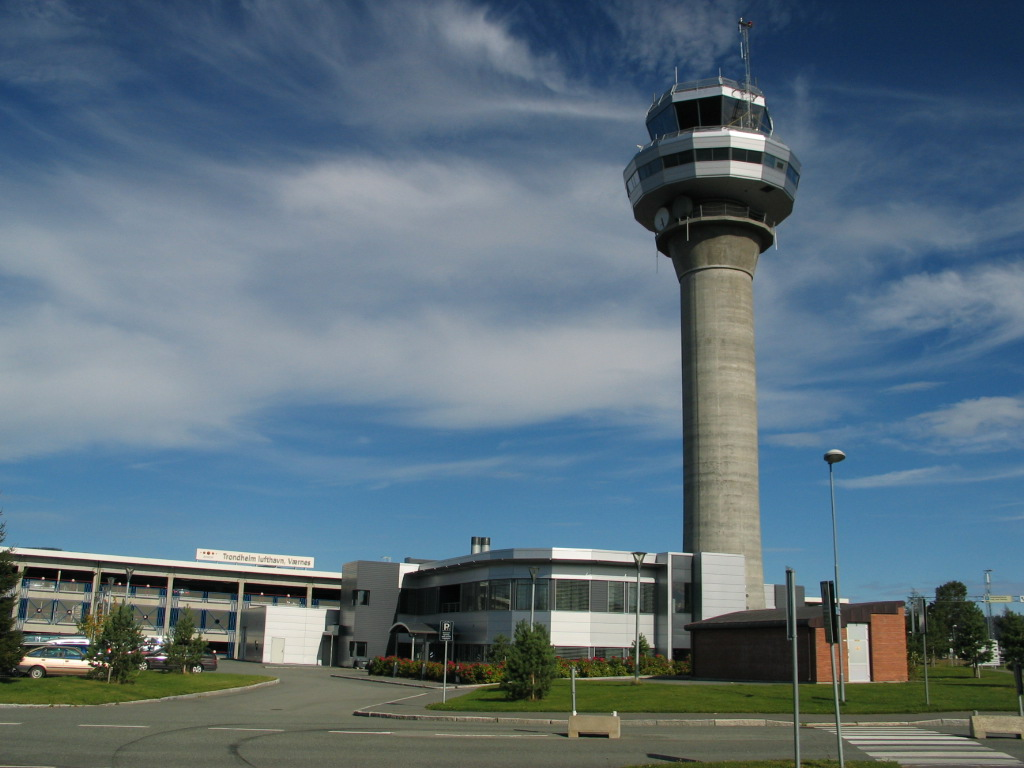
L'Aeroport de Trondheim-Værnes.

#### Aeroport de Trondheim-Værnes
L'aeroport de Trondheim-Værnes es localitza a 19 km a l'est de la ciutat, a Værnes, dins el terme municipal de Stjørdal. Va començar a operar com a base de la força aèria noruega des del 1917 i va ser obert a l'aviació civil el 1951. És el quart aeroport de Noruega en termes de trànsit, amb 4.313.547 passatgers transportats i 60.830 moviments realitzats el 2013.
Les rutes principals són vols directes a Oslo, Bergen i Bodø, però hi ha connexió amb 11 aeroports noruecs més. Hi ha vols internacionals a Copenhaguen (la principal destinació a l'estranger), Amsterdam, Östersund, Estocolm, Londres i Reykjavík. També hi ha vols xàrter al centre d'Europa, a la Mediterrània i a Las Palmas de Gran Canaria.

### Transports públics

#### Autobús

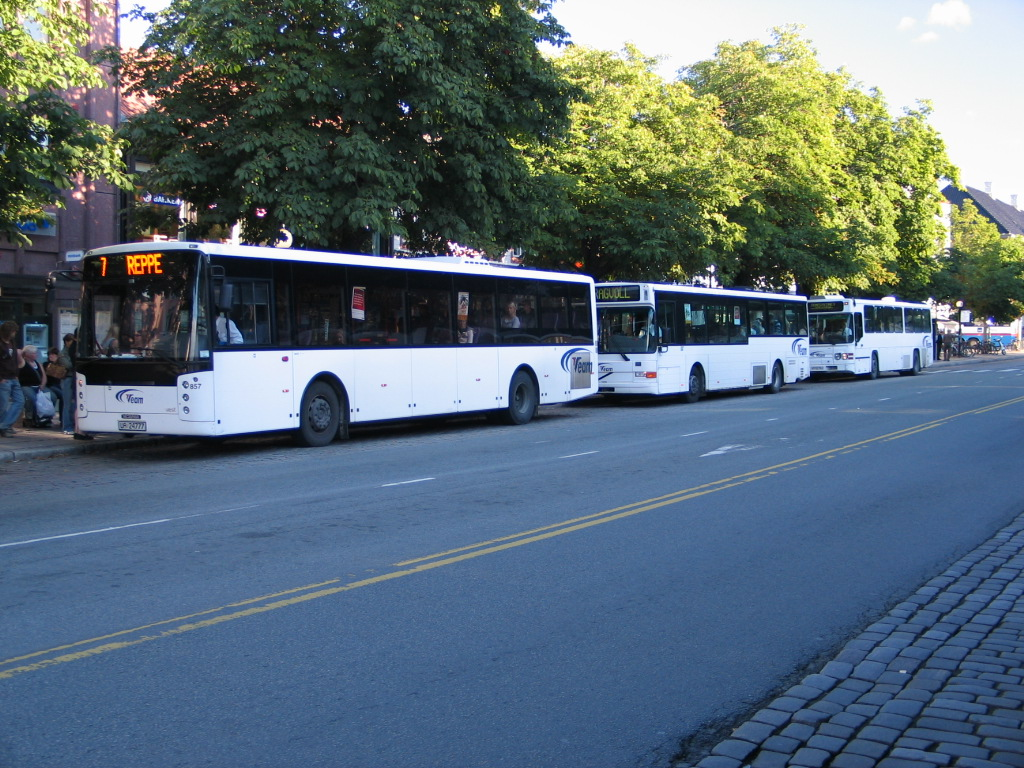
Autobusos urbans al Munkegata.

La xarxa d'autobusos urbans i suburbans de Trondheim és operada per la companyia AtB. Compta amb 200 autobusos repartits entre 41 línies i transporta de mitjana 60.000 passatgers diàriament. Gairebé totes les línies parteixen d'una terminal al carrer Munkegata, al centre de la ciutat -encara que algunes s'estenen fins a l'Estació Central de tren, al costat del port-, i des d'aquí donen servei a tota l'àrea metropolitana. Hi ha un servei especial, el Nattbuss (Autobús Nocturn), que funciona les nits dels caps de setmana.
El servei forà d'autobusos és operat per diverses empreses tan públiques com privades i la seva terminal es troba dins de l'Estació Central de Ferrocarril. Hi ha sortides a tots els municipis del comtat i a alguns del comtat de Nord-Trøndelag, així com a Oslo i a Bergen.

#### Tramvia
Trondheim, a més d'Oslo i Bergen, és l'única ciutat de Noruega que compta amb tramvia. Aquest consisteix en una sola línia de 8,8 km, la Gråkallbanen, que s'estén des del centre fins a la zona boscosa de Bymarka, a l'oest.

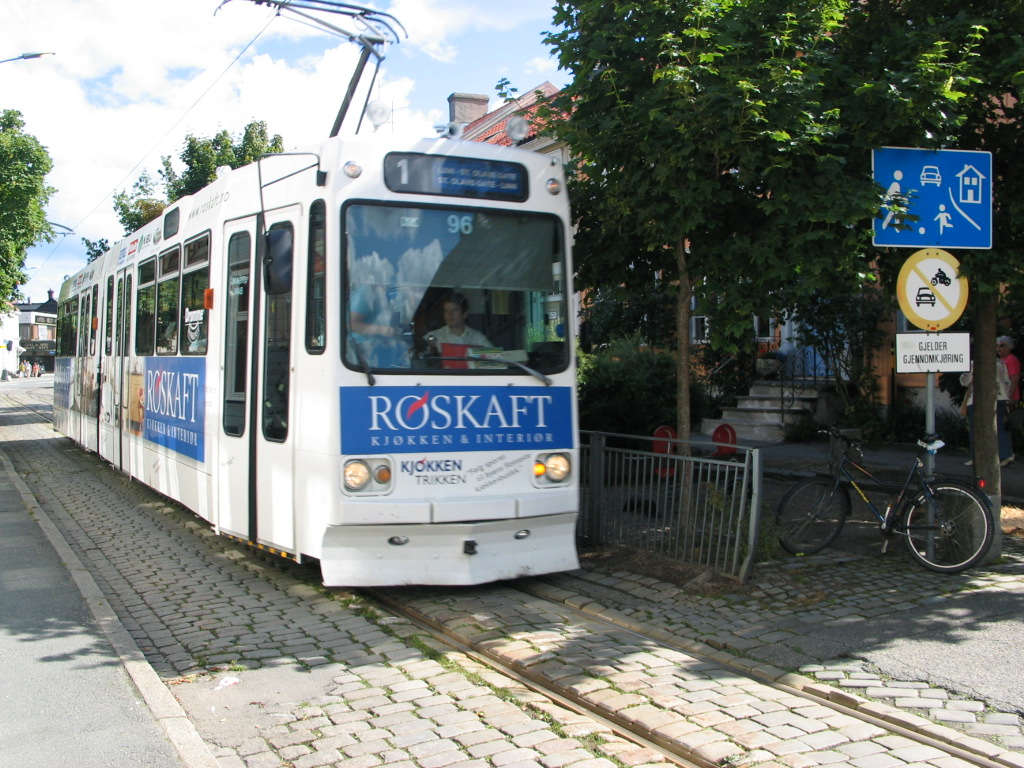
Tramvia de la ciutat.

És un transport en servei des del 1901. Va aconseguir el seu apogeu en les dècades de 1950 i 1960, quan comptava amb 4 línies. A partir de llavors es van presentar debats entre postures oposades sobre la seva inviabilitat i la seva preservació que van resultar en la reducció de línies fins que només va romandre en servei l'actual. El tramvia és propietat de la multinacional Veolia Transport des del 2005.

#### Ferrocarril

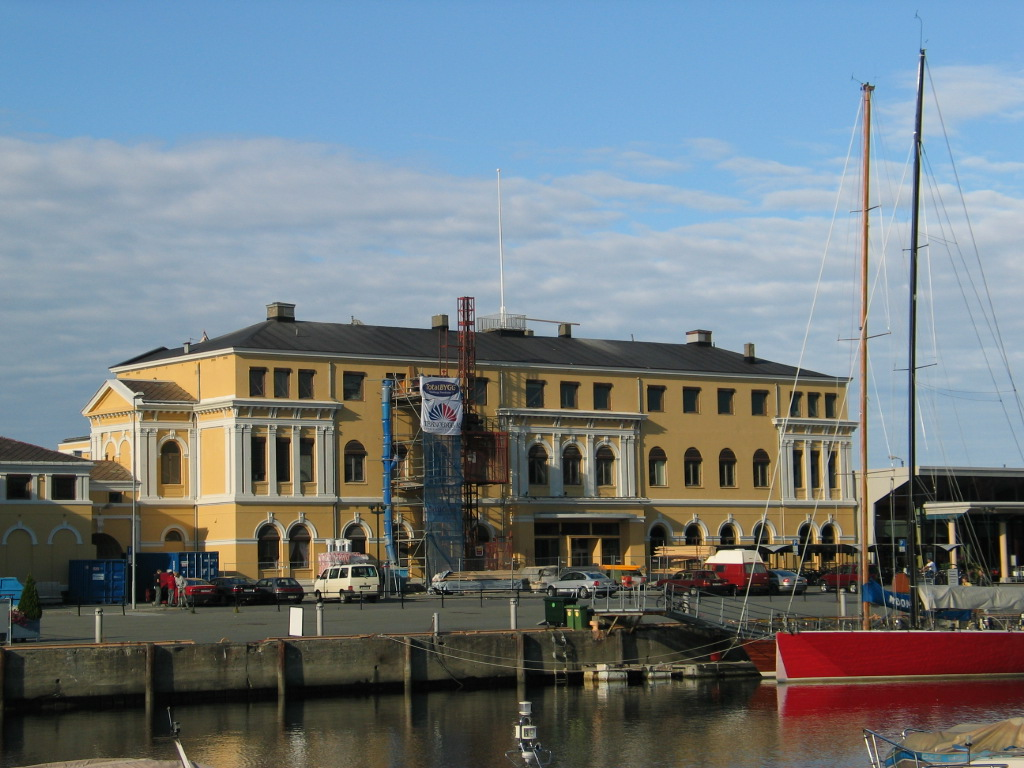
Estació Central de Trondheim.

A l'Estació Central, localitzada al costat del port, Trondheim és la terminal de quatre línies ferroviàries. La línia de Nordland transcorre cap al nord, amb destinació a Bodø; la línia de Meråker es dirigeix cap a l'orient fins a les localitats sueques de Storlien, Åre i Östersund; la línia de Røros connecta a la ciutat amb Hamar, i finalment la línia de Dovre enllaça Trondheim amb Oslo.

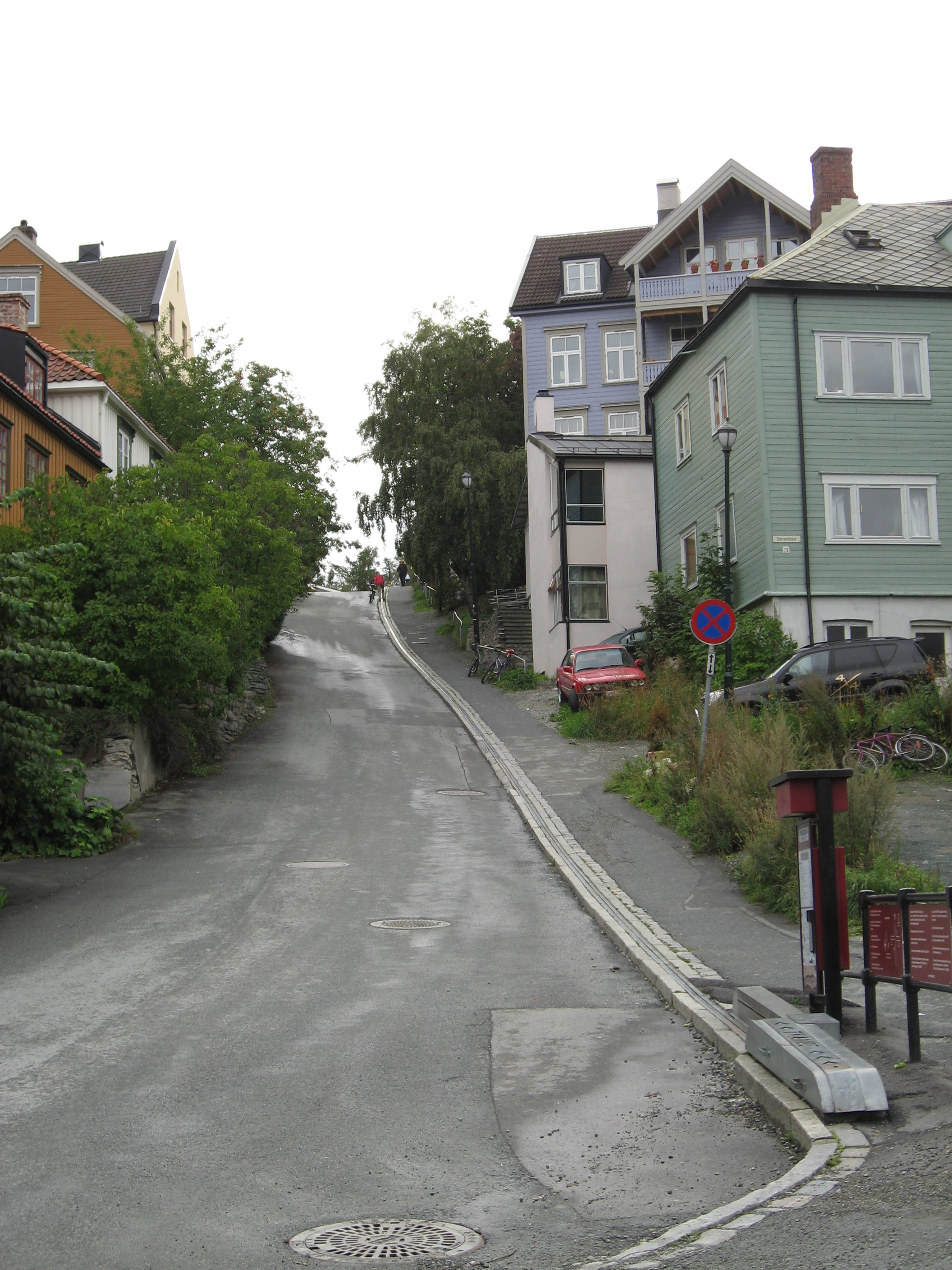
L'ascensor de bicicletes del carrer Brubakken.

La primera estació de trens es localitzava al barri de Kalvskinnet i va ser inaugurada el 1864 com a part de la línia de Støren, una línia de modesta longitud que comunicava Trondheim amb el poble de Støren (avui part del municipi de Midtre Gauldal). Aquesta línia va ser absorbida completament per la línia de Røros el 1877. L'estació central va obrir el 1882 per servir de terminal de la línia de Meråker, però va acabar sent terminal d'ambdues línies, la qual cosa va generar una discussió a la ciutat. L'estació ha hagut de ser ampliada i remodelada a causa de la inauguració de la línia de Dobvre (el 1921) i l'increment del tràfic de passatgers, fet que l'ha convertit en un nus ferroviari.

### Carreteres i autopistes
Les principals carreteres de la ciutat i del municipi són dues carreteres europees: l'E06 enllaça la ciutat amb Lillehammer i Oslo pel sud, i pel nord amb Kirkenes, a la frontera amb Rússia, i l'E39, que transcorre de Trondheim cap al sud a través de la costa, passant per Ålesund, Bergen, Stavanger i Kristiansand.

#### Bicicletes
Com en altres ciutats nòrdiques, a Trondheim hi ha també una arrelada cultura de l'ús de la bicicleta. El municipi presta servei de renda de bicicletes en diferents mòduls a ciutadans i turistes, principalment en el centre i àrees adjacents, inclosa la universitat. El préstec és a través d'una targeta electrònica que l'usuari paga anualment per un mòdic cost.
Trondheim compta amb un ascensor de bicicletes en un carrer costerut del barri de Bakklandet que es considera únic al món. En ell les bicicletes i els seus ciclistes són enviats fins al capdamunt del carrer.

## Fills il·lustres
- Odd Iversen (1945-2014), futbolista.[90][91]
- Martin Andreas Udbye (1820-1889), compositor musical.[92]
- Thomas Tellefsen (1823-1874), compositor musical.[93]
- Ivar Lykke (1872-1949), polític, primer ministre i president del Parlament.[94]
- Liv Ullmann (n. el 1938), actriu.[95]

## Ciutats agermanades
Trondheim manté una relació d'agermanament amb les següents localitats:
| - Darmstadt (Alemanya), 1968. - Dunfermline (Escòcia), 1945. - Graz (Àustria), 1964. - Kópavogur (Islàndia), 1946. - Östersund (Suècia), 1946. | - Norrköping (Suècia), 1946. - Klaksvík (Illes Fèroe), 1985. - Odense, (Dinamarca), 1946. - Petah Tikva (Israel), 1975. - Ramallah (Estat de Palestina), 2004. | - Split (Croàcia), 1956. - Tampere (Finlàndia), 1946. - Tiraspol (Moldàvia), 1987. - Vallejo, Califòrnia (Estats Units), 1956. |